# Yokohama Film Festival
ll Festival del film di Yokohama o  Yokohama Film Festival (in giapponese: ヨコハマ画祭 Yokohama eigasai) è un festival cinematografico che si tiene annualmente a Yokohama, in Giappone.
Ad ogni edizione vengono premiati, insieme al "Miglior Film", i dieci migliori film dell'anno. Al Festival sono assegnati inoltre i premi per le più importanti categorie artistiche e tecniche, in particolare quelli per i migliori attori, attrici e registi emergenti, nonché uno o più premi speciali alla carriera. Dal 1981 al 1987 è stato assegnato un premio per il "Miglior Film Indipendente" mentre dal 1984 viene assegnato un "Premio Speciale della Giuria".

## Storia

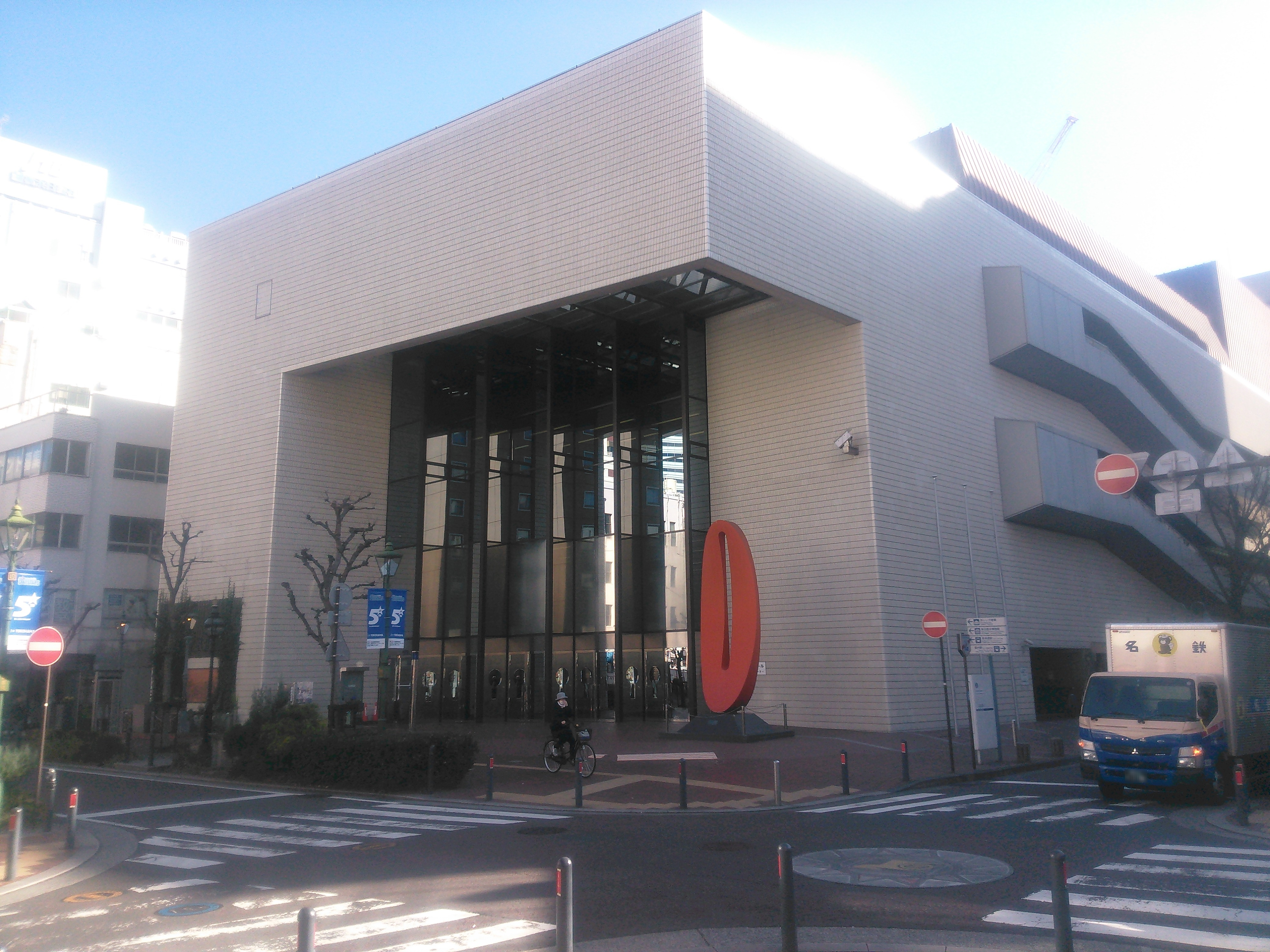
Il Kannai Hall di Yokohama

Il Festival del film di Yokohama si tiene annualmente dal 1980 in una data compresa tra la fine di gennaio e la prima decade di marzo, sebbene nella maggior parte dei casi si sia tenuto nella prima metà di febbraio. I primi due festival si tennero nel distretto cittadino di Tsurumi, al Keihin Film Theatre. La prima edizione del Festival, tenutasi il 3 febbraio 1980, fu in realtà un evento piuttosto ridotto, organizzato da circa 25 cinefili e critici cinematografici.  A partire dal 1982 il Festival è stato spostato a Yokohama, sempre nella prefettura di Kanagawa, presso lo Yokohama Citizens Hall fino al 1983 e poi in altri teatri di Yokohama, in particolare il Kanagawa Prefectural Youth Centre Hall (1984), il Kanagawa Prefectural Music Hall (1985), lo Yokohama Nikkatsu Theatre (1986) e poi stabilmente presso il Kannai Hall dal 1987.
Il Festival premia quasi esclusivamente pellicole ed artisti giapponesi, ponendo una particolare attenzione agli attori e alle attrici esordienti. Per tali categorie sono stati assegnati premi specifici, ovvero il Premio per il Miglior Attore esordiente e il Premio per la Migliore Attrice esordiente dal 1980 al 1994. Dal 1994 al 2009 queste due categorie sono state accorpate nel Premio per il Miglior Nuovo Talento, ridefinito dal 2010 Premio per il Miglior esordiente. È previsto sin dalla prima edizione anche un premio per il Miglior Regista esordiente. Il premio per il miglior regista esordiente è stato intestato alla memoria di Yoshimitsu Morita, morto nel 2011 all'età di 61 anni. Un premio speciale per il Miglior Attore del Festival di Yokohama intestato alla memoria di Morita è stato assegnato nel 2012 a Yoshio Harada.
Oltre a premiare il miglior film giapponese dell'anno, al Festival viene stilata anche la classifica dei dieci migliori film giapponesi dell'anno. La lista comprende spesso anche film d'animazione, per i quali non è previsto invece un premio specifico. In tal modo i film d'animazione competono direttamente con gli altri film per ciascun premio.
Dal 1980 vengono assegnati quasi ininterrottamente il premio al miglior film, al miglior attore, alla migliore attrice, al miglior attore non protagonista, alla migliore attrice non protagonista, al miglior regista, al miglior regista esordiente, alla migliore fotografia e alla migliore sceneggiatura.
Con cadenza quasi regolare sono stati assegnati inoltre numerosi premi speciali, tra cui rientrano il Premio Speciale, il Premio Speciale della Giuria, il Gran Premio Speciale e, in tempi più recenti, il Premio Speciale degli scrutatori. Saltuariamente sono stati assegnati anche specifici premi tecnici, come quello per la miglior colonna sonora, quello per la miglior direzione artistica ed un premio per gli effetti speciali nel 1996 e nel 2006. Dal 1981 al 1987 è stato assegnato invece un Premio per il miglior film indipendente.
Nel 1994, la Francia aveva annunciato piani per sponsorizzare il Festival di Yokohama con sovvenzioni dal National Cinema Center.

## Premi

### 1980-1989
1980
- Miglior film: The Man Who Stole the Sun
- Miglior attore protagonista: Ken Ogata – La vendetta è mia
- Migliore attrice protagonista: Yūki Mizuhara – Angel Guts: Red Classroom
- Miglior regista: 
  - Kazuhiko Hasegawa – The Man Who Stole the Sun
  - Chūsei Sone – Angel Guts: Red Classroom
- Miglior regista esordiente: Mitsuo Yanagimachi – Jūkyūsai no Chizu
- Miglior sceneggiatura: Masaru Baba – La vendetta è mia
- Miglior fotografia: Seizō Sengen – Yomigaeru kinrō, Hakuchū no Shikaku
- Miglior attore non protagonista: Keizō Kanie – Angel Guts: Red Classroom, Jukyusai no chizu
- Miglior attrice non protagonista: Ako – Akai kami no onna, Nureta shumatsu
- Miglior attore esordiente: Yuji Honma – Jūkyūsai no Chizu
- Miglior attrice esordiente: Miyuki Matsuda – Kindaichi Kosuke no Bōken
- Premio speciale: 
  - Junko Miyashita (alla carriera)
  - Shin'ya Yamamoto (alla carriera)

Migliori dieci film del 1980
1. The Man Who Stole the Sun
2. Woman with Red Hair
3. Angel Guts: Red Classroom

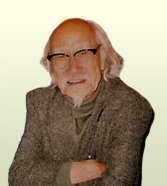
Seijun Suzuki - Miglior regista 1981

4. Motto Shinayaka ni Motto Shitataka ni
5. La vendetta è mia
6. Sonogo no Jingi Naki Tatakai
7. Jūkyūsai no Chizu
8. Tenshi no Yokubō
9. Wet Weekend
10. Keiko

1981
- Miglior Film: Zigeunerweisen
- Miglior attore esordiente: Tatsuo Yamada – Crazy Thunder Road
- Miglior attore: Masato Furuoya – Hipokuratesu-tachi
- Miglior attrice: Hiroko Yakushimaru – Tonda Couple
- Miglior attrice esordiente: Keiko Oginome – Kaichō-on
- Miglior attore non protagonista: Morio Kazama – Shiki Natsuko, Yūgure made
- Miglior attrice non protagonista: Ran Itoh – Hipokuratesu-tachi
- Miglior regista: Seijun Suzuki – Zigeunerweisen
- Miglior regista esordiente: Shinji Sōmai – Tonda Couple
- Migliore sceneggiatura: Shoichi Maruyama – Tonda Couple, The Beast To Die
- Migliore fotografia: Kazue Nagatsuka – Zigeunerweisen
- Miglior film indipendente: Crazy Thunder Road
- Premio speciale:
  - Tai Kato (alla carriera)
  - Yusaku Matsuda (alla carriera)

Migliori dieci film del 1981
1. Zigeunerweisen
2. Tonda Couple
3. Crazy Thunder Road
4. The Beast to Die
5. Nihyaku Sankōcho
6. Disciples of Hippocrates
7. Onna no Hosomichi: Nureta Kaikyo
8. Kamisama no Kureta Akanbō
9. Tekkihei, Tonda
10. Lupin III - The Castle of Cagliostro

1982
- Miglior film: Something Like It
- Miglior attore esordiente: Bang-ho Cho – Gaki Teikoku, Gaki Teikoku Akutare Sensō
- Miglior attore: Toshiyuki Nagashima – Enrai
- Miglior attrice: Maiko Kazama – Woman Who Exposes Herself
- Migliori attrici esordienti:
  - Yuki Ninagawa – Crazy Fruit
  - Yoshiko Oshimi – Yarareta Onna
- Miglior attore non protagonista: Renji Ishibashi – Kemono-tachi no Atsui Nemuri
- Miglior attrice non protagonista: Yūko Tanaka – Eijanaika, Edo Porn
- Miglior regista: Kichitaro Negishi - Enrai & Crazy Fruit
- Miglior regista esordiente: Yoshimitsu Morita – Something Like It
- Migliore sceneggiatura: Haruhiko Arai – Enrai
- Miglior fotografia: Shohei Ando – Enrai, Muddy River
- Miglior film indipendente: Afternoon Breezes
- Premio speciale: Ken Takakura (alla carriera)

Migliori dieci film del 1982
1. Something Like It
2. Crazy Fruit
3. Enrai
4. Gaki Teikoku
5. Kagero-za
6. Muddy River
7. Kofuku
8. Station
9. Honoo no Gotoku
10. Kazetachi no Gogo

Menzione speciale: Woman Who Exposes Herself
1983
- Miglior film: Tenkōsei
- Miglior attore: Ryudo Uzaki – Tattoo Ari
- Miglior attrice: Ayumi Ishida – Yaju-deka
- Migliori attrici esordienti:
  - Reiko Nakamura – Mizu no Nai Pool
  - Satomi Kobayashi – Tenkōsei
- Miglior attore non protagonista: Mitsuru Hirata – Fall Guy
- Miglior attrice non protagonista: Masako Natsume – Dai Nippon Teikoku
- Miglior regista: Banmei Takahashi - Tattoo Ari
- Miglior regista esordiente: Shun Nakahara – Okasare Shigan
- Migliore sceneggiatura: Wataru Kenmochi – Tenkōsei
- Migliore fotografia: Masaki Tamura – Farewell to the Land, Nippon-koku Furuyashiki-mura
- Miglior film indipendente: Yami Utsu Shinzō
- Premio speciale:
  - Keiko Matsuzaka (alla carriera)
  - Nobuo Nakagawa (alla carriera)

Migliori 10 film del 1983
1. Tenkōsei
2. Fall Guy
3. Tattoo Ari
4. Farewell to the Land
5. Weekend Shuffle
6. Mizu no Nai Pool
7. To Trap a Kidnapper
8. Highteen Boogie
9. Cabaret Diary
10. Sailor Suit and Machine Gun

Menzione speciale: Yaju-deka
1984
- Miglior film: The Family Game

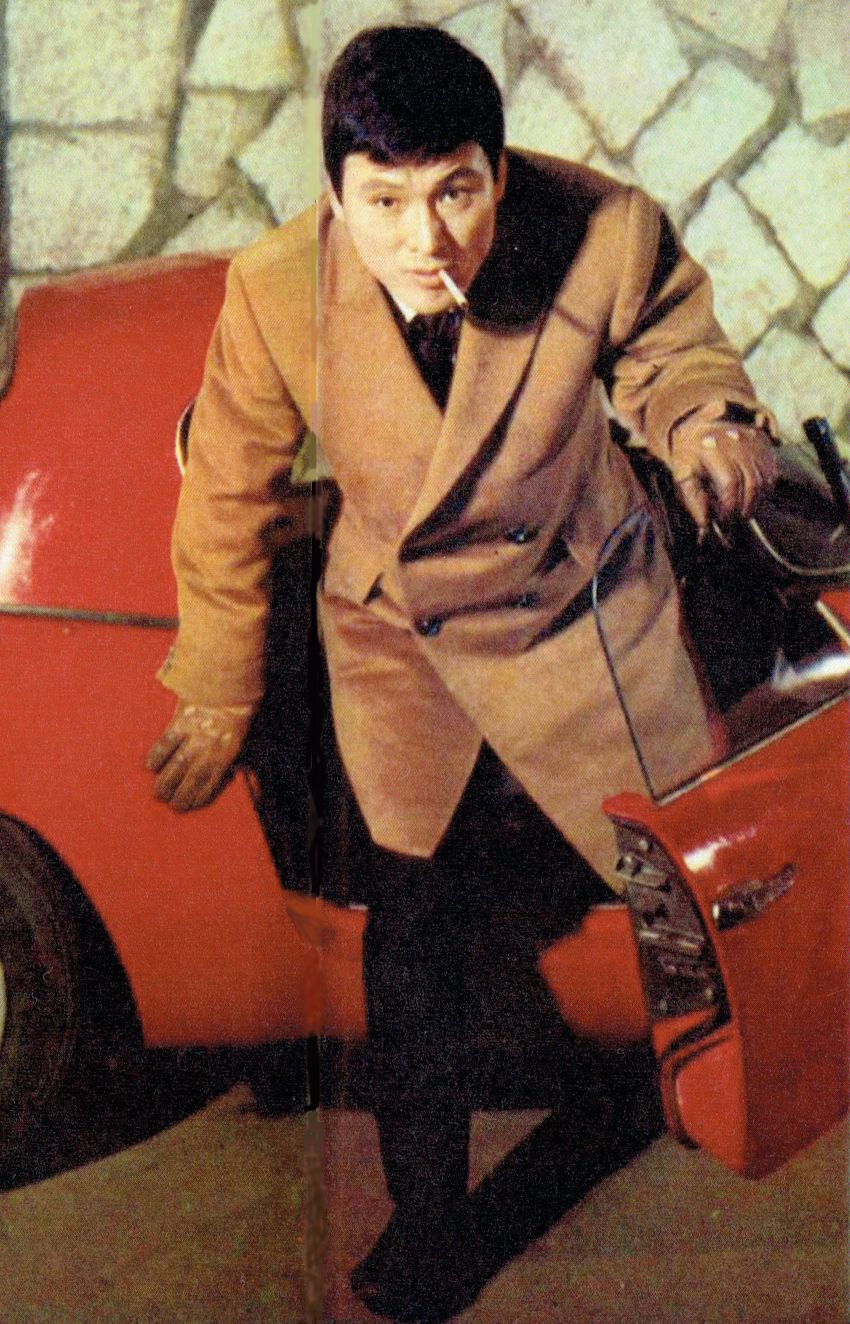
Juzo Itami - Miglior attore non protagonista 1984

- Miglior attore: Yusaku Matsuda – The Family Game
- Miglior attrice: Eiko Nagashima – Ryūji
- Migliori attrici esordienti:
  - Yukari Usami – Miyuki
  - Tomoyo Harada – Toki o Kakeru Shōjo
- Miglior attore non protagonista: Juzo Itami – The Family Game, The Makioka Sisters
- Miglior attrice non protagonista: Misako Tanaka – Ushimitsu no Mura
- Miglior regista: Yoshimitsu Morita – The Family Game
- Miglior sceneggiatura: Yoshimitsu Morita – The Family Game
- Miglior fotografia: Yonezo Maeda – The Family Game

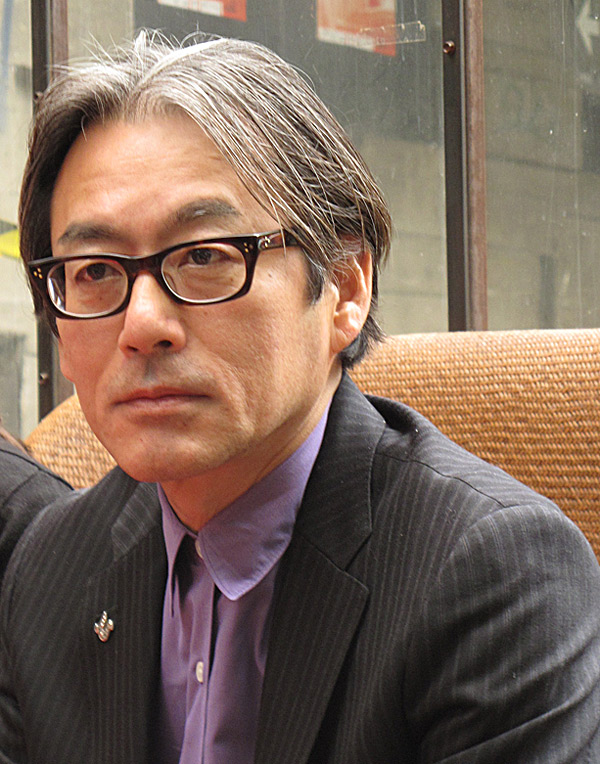
Shigeru Umebayashi - Vincitore del premio per la Miglior colonna sonora 1986

- Miglior film indipendente: Ryūji
- Premio speciale della giuria: Shōji Kaneko (per il suo talento)
- Premio speciale:
  - Haruki Kadokawa (alla carriera)
  - Yoichi Maeda (alla carriera)

Migliori dieci film del 1984
1. The Family Game
2. Toki o Kakeru Shōjo
3. Ryūji
4. Orecchi no Wedding
5. The Catch
6. Blow The Night!: Yoru o Buttobase
7. 10-kai no Mosquito
8. The Makioka Sisters
9. Double Bed
10. Furyo

Menzione speciale: Shonben Rider
1985
- Miglior film: Mahjong hōrōki

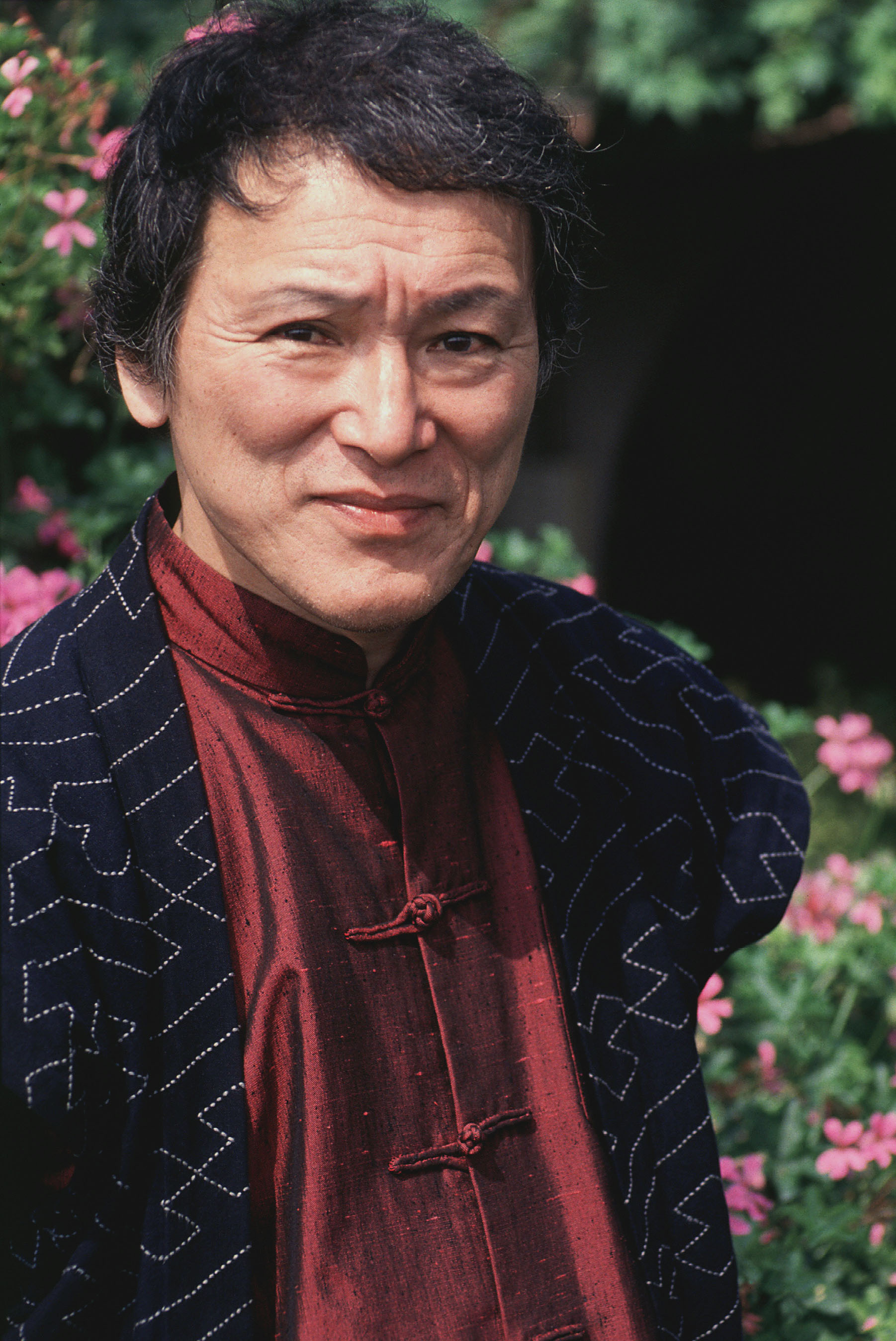
Juzo Itami - Miglior sceneggiatore 1985

- Miglior attore: Takeshi Kaga – Mahjong hōrōki
- Miglior attrice: Mari Shirato – Mermaid Legend
- Migliore attrice esordiente:
  - Yasuko Tomita – Aiko 16 sai
  - Youki Kudoh – The Crazy Family
  - Kimiko Yoshimiya – Renzoku Satsujinki: Reiketsu
- Miglior attore non protagonista: Kaku Takashina – Mahjong hōrōki
- Migliori attrici non protagoniste:
  - Kin Sugai – The Funeral
  - Etsuko Shihomi – Shanhai Bansukingu
- Miglior regista: Toshiharu Ikeda – Mermaid Legend
- Miglior regista esordiente: Shūsuke Kaneko – Kōichirō Uno's Wet and Swinging, OL Yurizoku 19-sai, Eve-chan-no hime
- Miglior sceneggiatura: Juzo Itami – The Funeral
- Miglior fotografia: Yonezo Maeda – The Funeral, Mermaid Legend, Tokimeki ni Shisu, Main Theme
- Premio speciale:
  - Norifumi Suzuki (alla carriera)
  - Sayuri Yoshinaga (alla carriera)

Migliori dieci film del 1985
1. Mahjong hōrōki
2. The Funeral
3. Nausicaä della Valle del vento
4. Mermaid Legend
5. Chinpira
6. MacArthur's Children
7. Saraba Hakobune
8. The Crazy Family
9. Tokimeki ni Shisu
10. Sukanpin Walk

Menzione speciale: Urusei Yatsura 2: Beautiful Dreamer
1986
- Miglior film: Love Hotel
- Miglior attore: Minori Terada – Love Hotel
- Miglior attrice: Tomoyo Harada – Early Spring Story
- Migliori attrici esordienti:
  - Noriko Hayami – Love Hotel
  - Yuka Ōnishi – Typhoon Club
- Miglior attore non protagonista: Tomokazu Miura – Typhoon Club
- Migliore attrice non protagonista: Kie Nakai – Kanashii kibun de joke
- Miglior regista: Shinji Sōmai – Love Hotel, Typhoon Club
- Migliore sceneggiatura: Takashi Ishii – Love Hotel, Muhan
- Miglior fotografia: Noboru Shinoda – Love Hotel
- Miglior colonna sonora: Shigeru Umebayashi – Sorekara, Tomo yo Shizukani Nemure
- Miglior film indipendente: Keppū Rock
- Premio speciale:
  - Mitsuko Baisho (alla carriera)
  - Tatsumi Kumashiro (alla carriera)

Migliori dieci film del 1986
1. Love Hotel
2. Typhoon Club
3. W's Tragedy
4. Lonely Heart
5. Early Spring Story
6. Sorekara
7. Tomo yo Shizukani Nemure
8. Ikiteruuchi ga Hanananoyo Shindara Soremadeyo Tō Sengen
9. Così fan tutte
10. Una notte sul treno della Via Lattea

Menzione speciale: You Gotta Chance
Menzione speciale: Fire Festival
1987
- Miglior film: Uhohho tankentai
- Miglior attore esordiente: Tōru Nakamura – Be-Bop High School, Be Bop Highschool: Koko Yotaro Elegy
- Miglior attore: Koichi Iwaki – Minami e Hashire, Umi no Michi o!
- Migliore attrice: Narumi Yasuda – Minami e Hashire, Umi no Michi o!, Inujini Sesi Mono, Sorobanzuku
- Migliori attrici esordienti:
  - Miki Imai – Inujini Seshi Mono
  - Kiwako Harada – His Motorbike, Her Island
- Miglior attore non protagonista: Kaoru Kobayashi – Sorobanzuku
- Migliori attrici non protagoniste: Noriko Watanabe – His Motorbike, Her Island
- Miglior regista: Hiroyuki Nasu – Be-Bop High School, Be Bop Highschool: Koko Yotaro Elegy
- Miglior regista esordiente: Kaizo Hayashi – Yume Miruyōni Nemuritai
- Miglior sceneggiatura: Yoshimitsu Morita – Uhohho Tankentai, Sorobanzuku
- Miglior fotografia: Yasushi Sasakibara – Minami e Hashire, Umi no Michi o!, Saya no Iru Tōshizu
- Miglior film indipendente: Yume Miruyōni Nemuritai
- Premio speciale della giuria: Saya no Iru Tōshizu (allo staff).
- Premio speciale: Kihachi Okamoto (alla carriera)

Migliori dieci film del 1987
1. Uhohho Tankentai
2. Comic Magazine
3. His Motorbike, Her Island
4. Yuki no Danshō: Jōnetsu
5. Inujini Seshi Mono
6. Be-Bop High School
7. Saya no Iru Tōshizu
8. Laputa - Castello nel cielo
9. Jazz Daimyō
10. Sorobanzuku

Menzione speciale: House on Fire
1988
- Miglior film: The Emperor's Naked Army Marches On
- Miglior attore: Saburō Tokitō – Eien no 1/2
- Miglior attrice: Yasuko Tomita – Bu Su
- Migliori attrici esordienti:
  - Asako Kobayashi – Hahako kankin: mesu
  - Michiru Akiyoshi – Hikaru onna

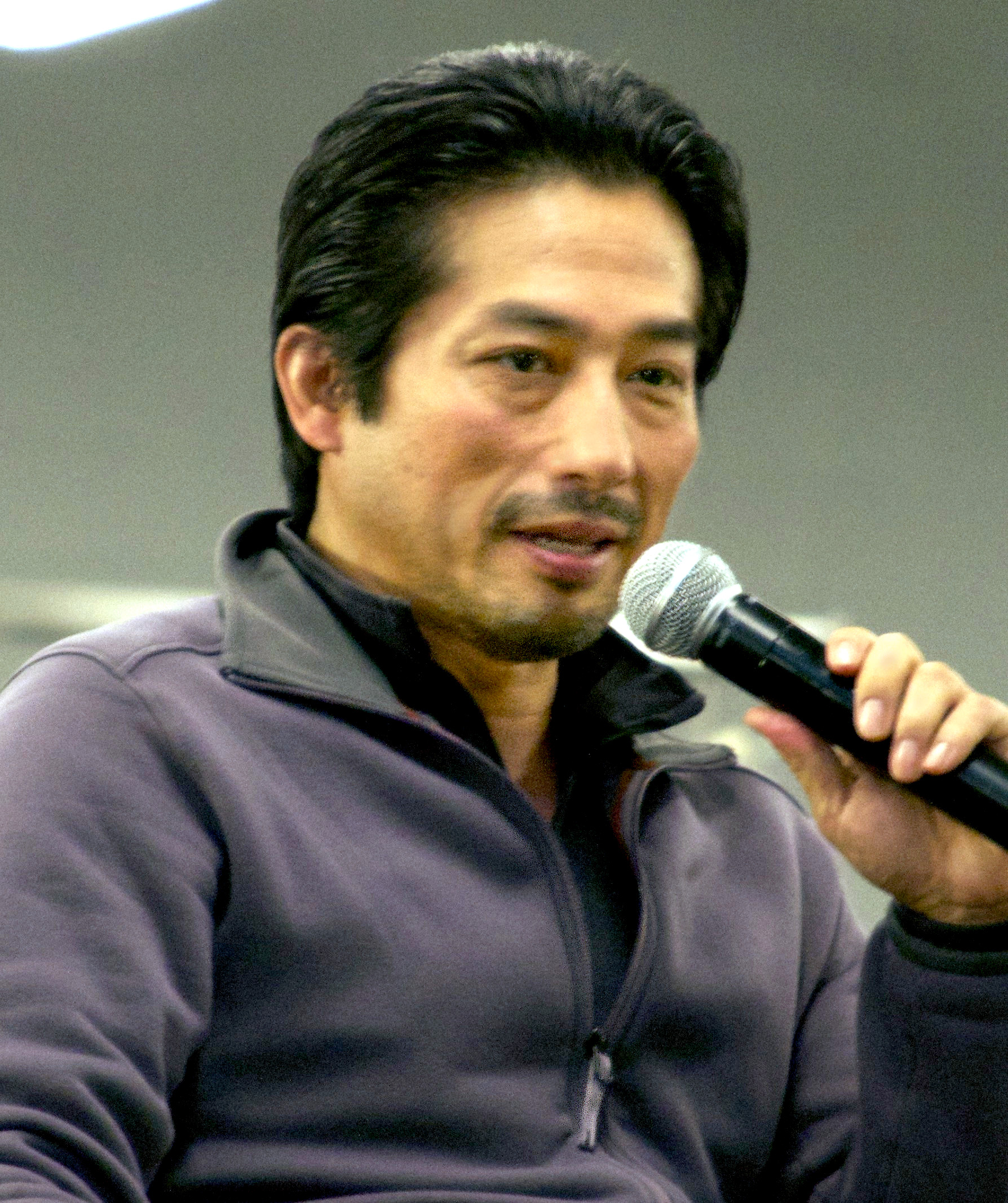
Hiroyuki Sanada - Miglior attore 1989

  - Yasuyo Shirashima – Honba Joshikō Manual: Hatsukoi Binetsu-hen
- Miglior attore non protagonista: Sabu Kawahara – Hahako kankin: mesu
- Miglior attrice non protagonista: Eri Ishikawa – Chōchin
- Migliori registi:
  - Shunichi Kajima – Chōchin
  - Kazuo Hara – The Emperor's Naked Army Marches On
- Miglior regista esordiente: Chisho Itoh – Gondola
- Migliore sceneggiatura: Hiroshi Saito – Honba Joshikō Manual: Hatsukoi Binetsu-hen, Itoshino Half Moon
- Miglior fotografia: Toshihiko Uryū – Gondola
- Premio speciale della giuria: Chōchin (allo staff).
- Premio speciale: Kensaku Morita (alla carriera)

Migliori dieci film del 1988
1. The Emperor's Naked Army Marches On
2. Bu Su
3. Totto Channel
4. Eien no 1/2
5. Chōchin
6. Koibito Tachi no Jikoku
7. Koisuru Onnatachi
8. Honba Joshikō Manual: Hatsukoi Binetsu-hen
9. Hikaru Onna
10. Gondola

Menzione speciale: Make Up
1989
- Miglior film: Rock yo shizukani nagareyo
- Miglior attore esordiente: Otokogumi – Rock yo shizukani nagareyo
- Miglior attore: Hiroyuki Sanada – Kaitō Ruby
- Migliore attrice: Kyōko Koizumi – Kaitō Ruby
- Miglior attrice esordiente: Yukari Tachibana – Neko no Yōni
- Miglior attore non protagonista: Tsurutarō Kataoka – The Discarnates
- Miglior attrice non protagonista: Shuko Honami – Ureshi Hazukashi Monogatari
- Migliori registi:

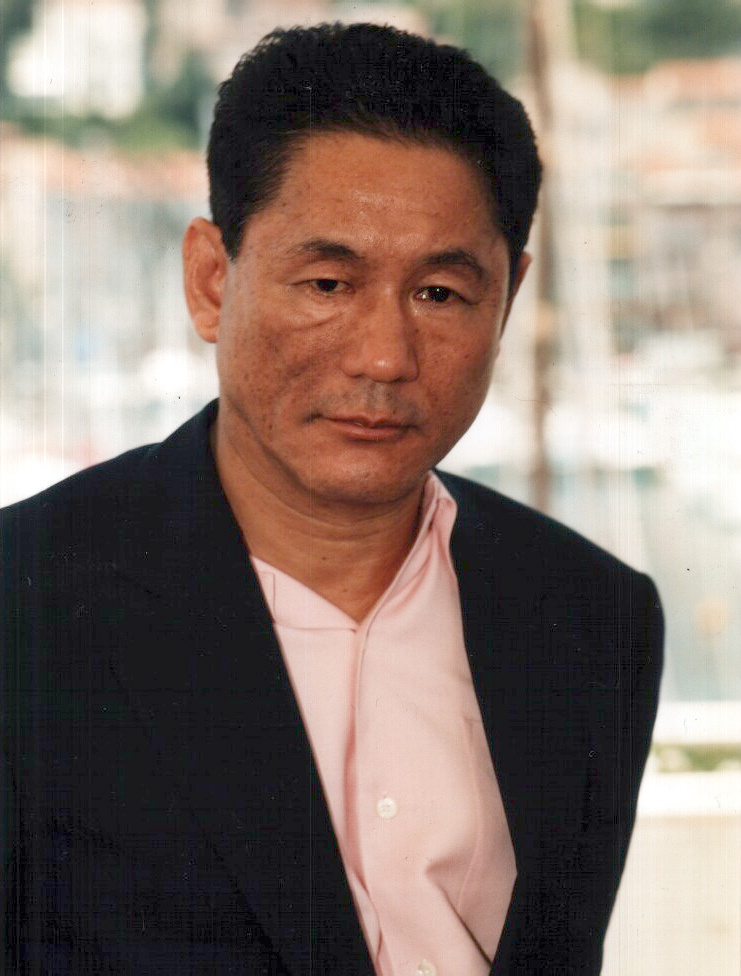
Takeshi Kitano - Miglior regista 1990

  - Shūsuke Kaneko – 1999 nen no natsu yasumi (Le vacanze estive del 1999), Last Cabaret
  - Shunichi Nagasaki – Rock yo shizukani nagareyo
- Miglior regista esordiente: Koji Enokido – Futari Botchi
- Migliore sceneggiatura: Shoichi Maruyama – Futari Botchi, Love Story o Kimini
- Miglior fotografia: Kenji Takama – 1999 nen no natsu yasumi (Le vacanze estive del 1999)

Migliori dieci film del 1989
1. Rock yo shizukani nagareyo
2. Il mio vicino Totoro
3. Futari Botchi
4. The Discarnates
5. Revolver
6. Kaitō Ruby
7. Kono Mune no Tokimeki wo
8. 1999 nen no natsu yasumi (Le vacanze estive del 1999)
9. Last Cabaret
10. Una tomba per le lucciole

Menzione speciale: Kaisha monogatari: Memories of You
Menzione speciale: So What

### 1990-1999
1990
- Miglior film: Dotsuitarunen
- Miglior attore esordiente: Hidekazu Akai – Dotsuitarunen
- Miglior attore: Ryo Ishibashi – A Sign Days
- Miglior attrice: Anna Nakagawa – A Sign Days
- Miglior attrice esordiente: Ayako Kawahara – Kitchen
- Miglior attore non protagonista: Yoshio Harada – Dotsuitarunen, Shucchō, Kisu Yori Kantan
- Migliore attrice non protagonista: Haruko Sagara – Dotsuitarunen
- Miglior regista: Takeshi Kitano – Violent Cop
- Miglior regista esordiente: Junji Sakamoto – Dotsuitarunen
- Miglior sceneggiatura: Hiroshi Saito e Yoichi Sai – A Sign Days
- Miglior fotografia: Kenji Takama – Who Do I Choose?, Kaze no Matasaburo: Garasu no Manto
- Premio speciale della giuria: Yusaku Matsuda (alla carriera)

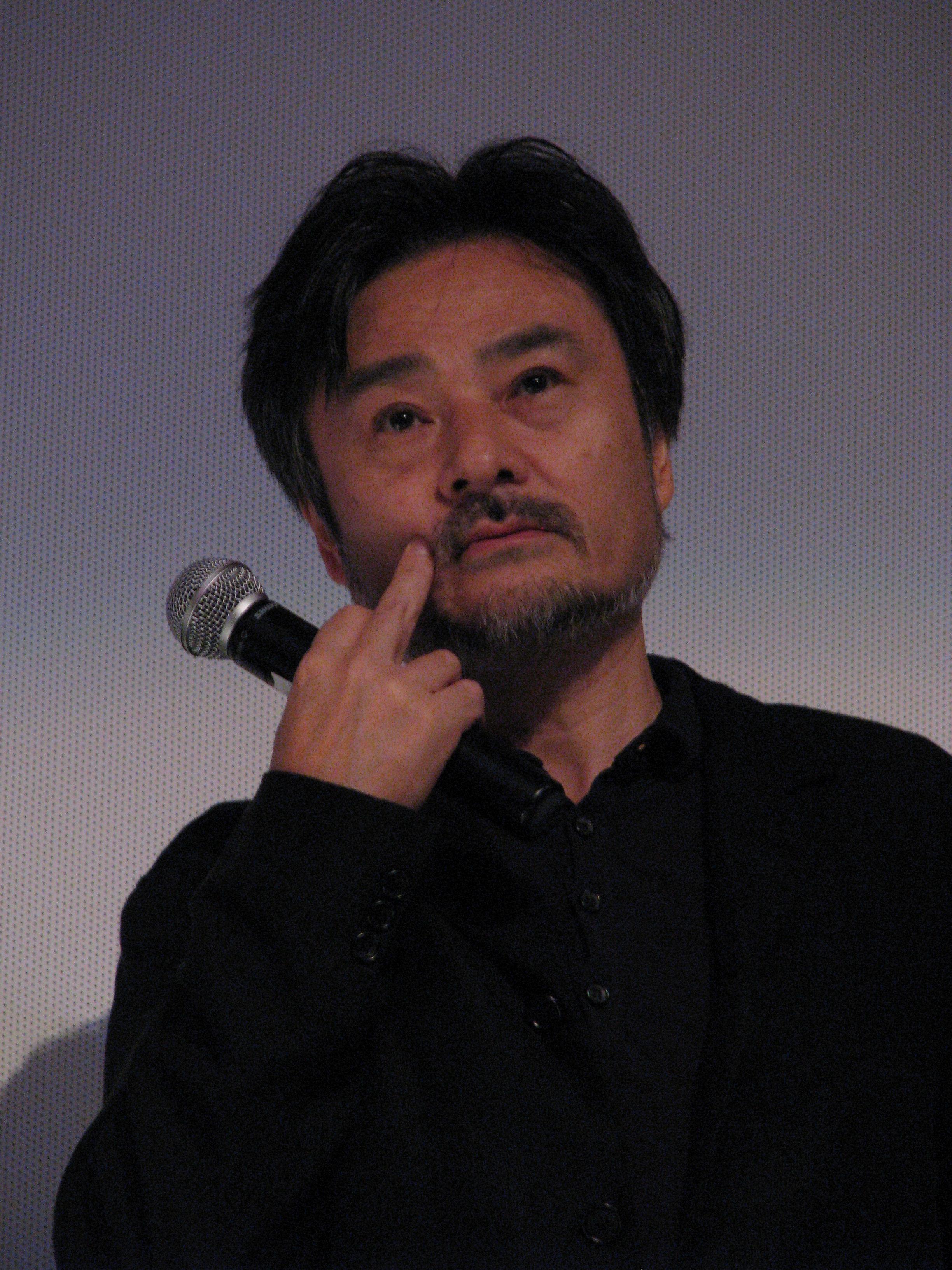
Kiyoshi Kurosawa - Miglior regista 1999

Migliori dieci film del 1990
1. Dotsuitarunen
2. Violent Cop
3. A Sign Days
4. Kitchen
5. Kiki - Consegne a domicilio
6. Yuwakusha
7. Who Do I Choose?
8. Shucchō
9. Shaso
10. Black Rain

Menzione speciale: Kisu Yori Kantan
1980-1989
1991
- Miglior film: Sakura no Sono
- Miglior attore: Masato Furuoya – Uchū no hōsoku
- Migliore attrice: Yuki Saito – Hong Kong Paradise
- Migliori attrici esordienti:
  - Saki Takaoka – Batāshi Kingyo
  - Hiroko Nakajima – Sakura no Sono
  - Riho Makise – Tugumi, Tōkyō Jōkū Irasshaimase
- Miglior attore non protagonista: Keizo Kanie – Ware ni utsu yoi ari, Boku to, bokura no natsu
- Miglior attrice non protagonista: Tomoko Nakajima – Tugumi
- Miglior regista: Shun Nakahara – Sakura no Sono
- Miglior regista esordiente: Joji Matsuoka – Batāshi Kingyo
- Migliore sceneggiatura: Hiroaki Jinno – Sakura no Sono
- Miglior fotografia: Norimichi Kasamatsu – Batāshi Kingyo, Tekken
- Migliore colonna sonora: Shigeru Umebayashi – Tekken
- Premio speciale:
  - Yoshio Harada (alla carriera)
  - Kōji Wakamatsu (alla carriera)

Migliori dieci film del 1991
1. Sakura no Sono
2. Ware ni Utsu Yōi Ari
3. Batāshi Kingyo
4. Boiling Point - I nuovi gangster
5. Tekken
6. Tugumi
7. Uchū no hōsoku
8. Tenamonya Connection
9. Saraba Itoshi no Yakuza
10. Hong Kong Paradise

Menzione speciale: Childhood Days
1992

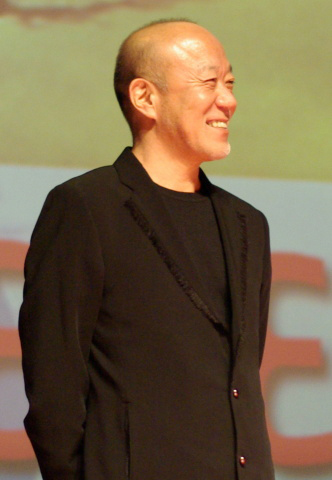
Joe Hisaishi - Vincitore del premio per la miglior colonna sonora 1992

- Miglior film: Il silenzio sul mare
- Miglior attore esordiente: Sabu – World Apartment Horror
- Miglior attore: Hidekazu Akai – Ōte
- Miglior attrice: Jun Fubuki – Munō no Hito
- Migliori attrici esordienti:
  - Hiroko Oshima – A Scene at the Sea
  - Hikari Ishida – Chizuko's Younger Sister, Aitsu, My Soul Is Slashed
- Miglior attore non protagonista: Koji Matoba – Shishiōtachi no Natsu, No Worries on the Recruit Front
- Migliori attrici non protagoniste:
  - Emi Wakui – My Sons, No Worries on the Recruit Front
  - Reona Hirota – Ōte, Yumeji
- Miglior regista: Takeshi Kitano – A Scene at the Sea
- Miglior regista esordiente: Naoto Takenaka – Munō no Hito
- Miglior colonna sonora: Joe Hisaishi – A Scene at the Sea, Chizuko's Younger Sister
- Migliore sceneggiatura: Toshiharu Marūchi – Munō no Hito
- Miglior fotografia: Akihiro Itō – Ōte
- Migliore direzione artistica: Noriyoshi Ikeya – Yumeji
- Premio speciale della giuria: Katsuhiro Ōtomo – World Apartment Horror (per il successo ottenuto nella cinematografia e nell'animazione).

Migliori dieci film del 1992
1. Il silenzio sul mare
2. Munō no Hito
3. Ōte
4. Rainbow Kids
5. Chizuko's Younger Sister
6. World Apartment Horror
7. Kaze, Slow Down
8. My Sons
9. Yumeji
10. Shishiōtachi no Natsu

Menzione speciale: Nakibokuro
1993
- Miglior film: Sumo Do, Sumo Don't
- Migliori attori esordienti:

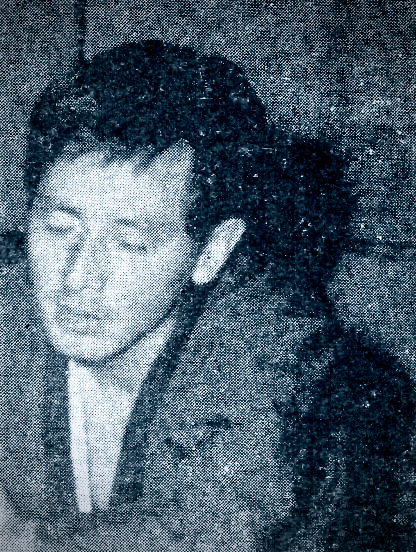
Kinji Fukasaku - Premio speciale alla carriera 1993

  - Etsushi Toyokawa – 12-nin no Yasashii Nihonjin, Kira Kira Hikaru, Kachō Shima Kōsaku
  - Yoshiyuki Ōmori – Wangan Bad Boy Blue, Seishun Dendekedekedeke, Bokutō Kidan
- Miglior attore: Masahiro Motoki – Sumo Do, Sumo Don't
- Miglior attrice: Yōko Minamino – Kantsubaki, Watashi o Daite Soshite Kisu Shite
- Migliore attrice esordiente: Yuki Sumida – Bokutō Kidan
- Migliore attore non protagonista: Hideo Murota – Original Sin
- Migliori attrici non protagoniste:
  - Keiko Oginome – The Triple Cross
  - Misa Shimizu – Sumo Do, Sumo Don't, Future Memories: Last Christmas, Okoge
- Miglior regista: Masayuki Suo – Sumo Do, Sumo Don't
- Migliori registi esordienti:
  - Katsuya Matsumura – All Night Long
  - Tadafumi Tomioka – Wangan Bad Boy Blue
- Migliore sceneggiatura: Masayuki Suo – Sumo Do, Sumo Don't
- Miglior fotografia: Yasushi Sasakibara – Wangan Bad Boy Blue, Original Sin
- Premio speciale: Kinji Fukasaku (alla carriera)

Migliori dieci film del 1993
1. Sumo Do, Sumo Don't
2. The Triple Cross
3. Seishun Dendekedekedeke
4. Original Sin
5. Kira Kira Hikaru
6. Netorare Sōsuke
7. The Games Teachers Play
8. 12-nin no Yasashii Nihonjin
9. Wangan Bad Boy Blue
10. Arifureta Ai ni Kansuru Chōsa

Menzione speciale: Pineapple Tours
1994
- Miglior film: All Under the Moon

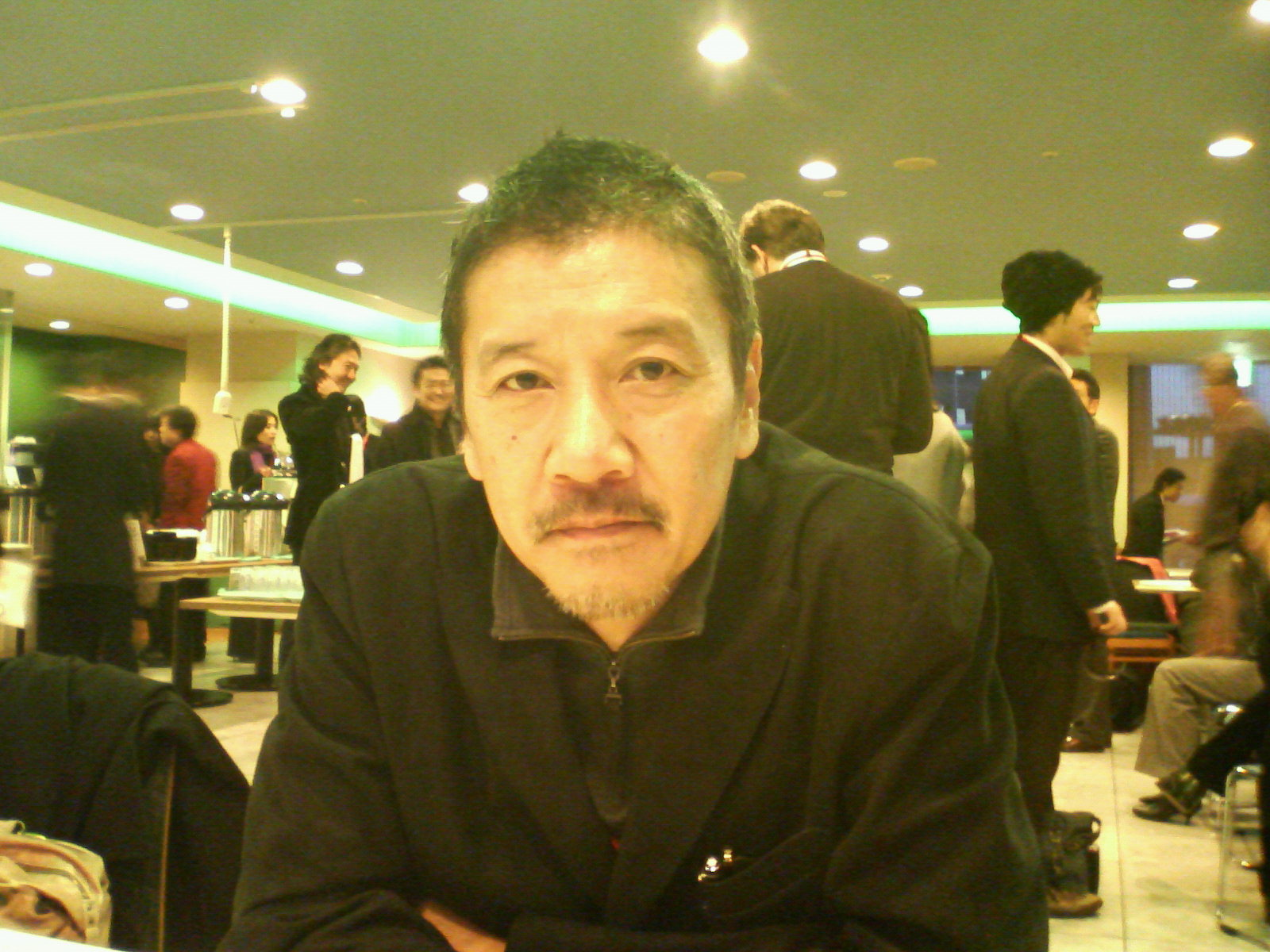
Eiji Okuda - Miglior attore 1995

- Miglior colonna sonora: Hajime Kaburagi – Tsuge Yoshiharu World: Gensenkan Shujin
- Miglior attore esordiente: Goro Kishitani – All Under the Moon
- Miglior attore: Hiroyuki Sanada – We Are Not Alone, Nemuranai Machi: Shinjuku Same, Yamai wa Ki Kara: Byōin e Ikō 2
- Migliore attrice: Isako Washio – Bloom in the Moonlight
- Migliori attrici esordienti:
  - Kyōko Toyama – Kōkō Kyōshi
  - Tomoko Tabata – Moving
- Miglior attore non protagonista: Masato Hagiwara – Kyōso Tanjō, All Under the Moon, A Class to Remember
- Migliori attrici non protagoniste:
  - Kaoru Mizuki – Gensen-Kan Shujin
  - Ruby Moreno – All Under the Moon
- Miglior regista: Yoichi Sai – All Under the Moon
- Miglior regista esordiente: Toshihiro Tenma – Kyōso Tanjō
- Migliore sceneggiatura: Nobuyuki Isshiki – We Are Not Alone, Yamai wa Ki Kara: Byōin e Ikō 2, Graduation Journey: I Came from Japan
- Miglior fotografia: Junichi Fujisawa – All Under the Moon
- Premio speciale: Teruo Ishii – Tsuge Yoshiharu World: Gensenkan Shujin (alla carriera e per il film).

Migliori dieci film del 1994
1. All Under the Moon
2. Moving
3. Sonatine
4. We Are Not Alone
5. Bloom in the Moonlight
6. Tsuge Yoshiharu World: Gensenkan Shujin
7. Nemuranai Machi: Shinjuku Same
8. Byōin de Shinu to Iukoto
9. Haruka, Nosutarujī
10. Kyōso Tanjō

Menzione speciale: J Movie Wars
1995
- Miglior film: Tokarefu
- Miglior colonna sonora: Shigeru Umebayashi – Tokarefu, Ghost Pub
- Miglior attore: Eiji Okuda – Like a Rolling Stone
- Migliore attrice: Saki Takaoka – Crest of Betrayal
- Miglior attore non protagonista: Kōichi Satō – Tokarefu
- Miglior attrice non protagonista: Shigeru Muroi – Ghost Pub
- Miglior regista: Junji Sakamoto – Tokarefu
- Miglior regista esordiente: Takeshi Watanabe – Kyōjū Luger P08
- Migliore sceneggiatura: Yōzō Tanaka – Ghost Pub, Natsu no Niwa: The Friends
- Migliore fotografia: Norimichi Kasamatsu – Yoru ga Mata Kuru, Angel Guts: Red Lightning, Angel Dust
- Migliori nuovi talenti:
  - Shunsuke Matsuoka – 800 Two Lap Runners
  - Hinako Saeki – It's a Summer Vacation Everyday
  - Yui Natsukawa – Yoru ga Mata Kuru
- Premio speciale: Azuma Morisaki (per le sue opere).

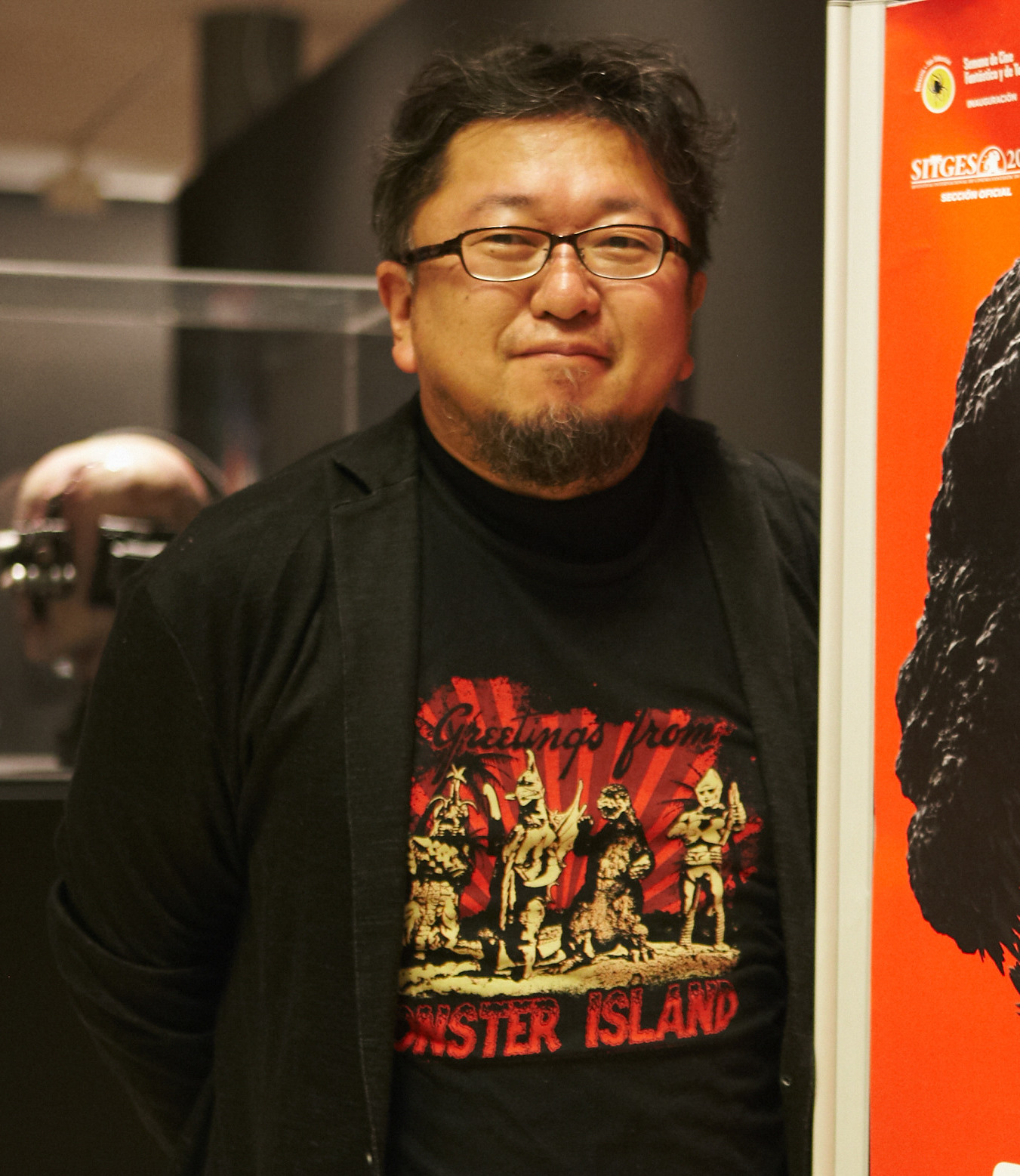
Shinji Higuchi - Premio tecnico per gli effetti speciali 1996

Migliori dieci film del 1995
1. Tokarefu
2. Ghost Pub
3. Crest of Betrayal
4. 800 Two Lap Runners
5. Like a Rolling Stone
6. 119
7. Nūdo no Yoru
8. Natsu no Niwa: The Friends
9. A Dedicated Life
10. Yoru Ga Mata Kuru

Menzione speciale: Kyōjū Luger P08''
1996
- Miglior film: Love Letter
- Miglior attore: Etsushi Toyokawa – Love Letter
- Miglior attrice: Miho Nakayama – Love Letter
- Miglior attore non protagonista: Kazuhiko Kanayama – Burai Heiya, Shin Kanashiki Hittoman
- Miglior attrice non protagonista: Shinobu Nakayama – Gamera - Daikaijū kuchu kessen
- Migliori registi:
  - Shūsuke Kaneko – Gamera - Daikaijū kuchu kessen
  - Shunji Iwai – Love Letter
- Miglior regista esordiente: Atsushi Muroga – Score
- Migliore sceneggiatura: Kazunori Itō – Gamera - Daikaijū kuchu kessen, Ghost in the Shell ⁄ Kōkaku Kidōtai
- Migliore fotografia: Noboru Shinoda – Love Letter
- Migliori nuovi talenti:
  - Reiko Kataoka – Ai no Shinsekai, Kamikaze Taxi
  - Sawa Suzuki – Gokudo no Onna-tachi: Akai Kizuna, Ai no Shinsekai, Nihon Ichi Mijikai 'Haha' e no Tegami, Teito Monogatari Gaiden
  - Miki Sakai – Love Letter
- Miglior tecnico: Shinji Higuchi – Gamera - Daikaijū kuchu kessen (per gli effetti speciali).
- Premio speciale della giuria: Score (per gli attori che hanno interpretato le "Score Gangs".
- Premio speciale: Ikuo Sekimoto – Gokudo no Onna-tachi: Akai Kizuna (per le sue opere).

Migliori dieci film del 1996
1. Love Letter
2. Gamera - Daikaijū kuchu kessen
3. Ai no Shinsekai
4. Kamikaze Taxi
5. Gonin
6. Burai Heiya
7. Boxer Joe
8. Tōkyō Kyōdai
9. Ashita
10. Score

Menzione speciale: Endless Waltz
1997
- Miglior film: Kids Return
- Migliori attori:
  - Tadanobu Asano – Picnic, Focus, Helpless, Acri
  - Kōji Yakusho – Vuoi ballare? Shall We Dance?, Nemuru Otoko, Shabu Gokudō
- Miglior attrice: Eri Fukatsu – Haru
- Migliore attore non protagonista: Ryo Ishibashi – Kids Return
- Migliore attrice non protagonista: Reiko Kusamura – Vuoi ballare? Shall We Dance?
- Miglior regista: Masayuki Suo – Vuoi ballare? Shall We Dance?
- Miglior regista esordiente: Sabu – Dangan Runner
- Migliore sceneggiatura: Yoshimitsu Morita – Haru
- Miglior fotografia: Katsumi Yanagishima – Kids Return
- Migliori nuovi talenti:
  - Masanobu Ando – Kids Return
  - Chara – Picnic, Swallowtail
  - Tamiyo Kusakari – Vuoi ballare? Shall We Dance?
- Premio speciale della giuria: Kaizo Hayashi – Waga Jinsei Saiaku no Toki, Harukana Jidai no Kaidan o e Wana
- Premio speciale: Tetsuya Watari - Miglior nuovo talento 1998 - Waga Kokoro no Ginga Tetsudō: Miyazawa Kenji Monogatari (alla carriera)

Migliori dieci film 1997
1. Kids Return
2. Vuoi ballare? Shall We Dance?
3. Boys Be Ambitious
4. Haru
5. Biriken
6. Tokiwasō no Seishun
7. Ohigara mo Yoku Goshūshōsama
8. Shabu Gokudō
9. Gamera 2 - Legion shūrai
10. Okaeri

Menzione speciale: Swallowtail
1998
- Miglior film: Onibi

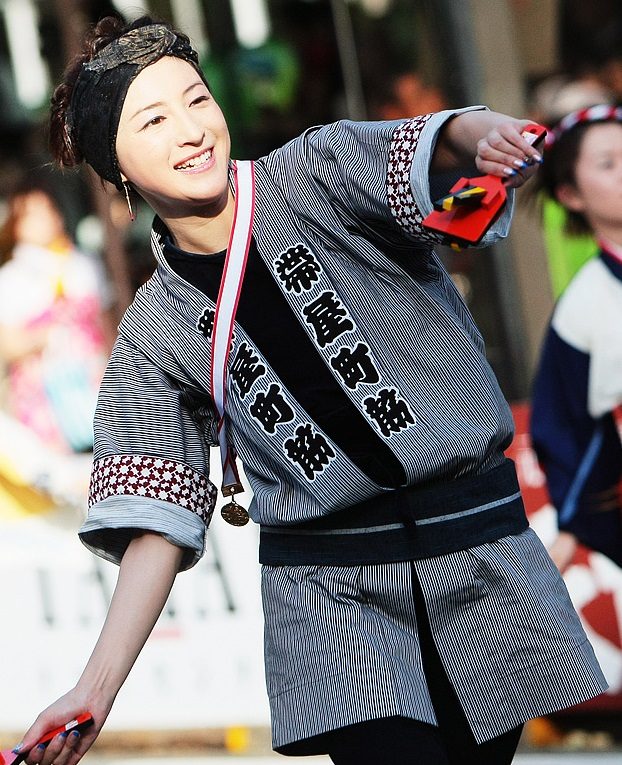
Ryōko Hirosue

- Miglior attore: Yoshio Harada – Onibi
- Miglior attrice: Kyōka Suzuki – Welcome Back, Mr. McDonald
- Migliori attori non protagonisti:
  - Masahiko Nishimura – Welcome Back, Mr. McDonald, Marutai no Onna
  - Isao Bitoh – Sharan Q no enka no hanamichi
- Miglior attrice non protagonista: Reiko Kataoka – Onibi
- Miglior regista: Rokurō Mochizuki – Onibi, Koi Gokudō
- Miglior regista esordiente: Kōki Mitani – Welcome Back, Mr. McDonald
- Migliore sceneggiatura: Masato Harada – Bounce Ko Gals
- Miglior fotografia: Yoshitaka Sakamoto – Bounce Ko Gals
- Migliori nuovi talenti:
  - Ryōko Hirosue – 20-seiki Nostalgia
  - Yukiko Okamoto – Bounce Ko Gals
  - Hitomi Sato – Bounce Ko Gals
  - Yasue Sato – Bounce Ko Gals
- Premio speciale della giuria: Sharan Q no enka no hanamichi

Migliori dieci film del 1998
1. Onibi
2. Bounce Ko Gals
3. Kizu darake no Tenshi
4. Welcome Back, Mr. McDonald
5. Postman Blues
6. Yūkai
7. Sharan Q no enka no hanamichi
8. Tōkyō Biyori
9. My Secret Cache
10. Princess Mononoke

Menzione speciale: Watashitachi ga Sukidatta Koto
1999
- Miglior film: Cure
- Migliori attori:
  - Claude Maki – Orokamono: Kizu Darake no Tenshi
  - Kiichi Nakai – Love Letter, Begging for Love'
- Miglior attrice: Mieko Harada – Begging for Love
- Miglior attore non protagonista: Ren Osugi – Cure, Hana-bi, Give It All, Orokamono: Kizu Darake no Tenshi, Inu Hashiru
- Miglior attrice non protagonista: Yumi Yoshiyuki – Murder on D Street, Daikaijū Tōkyō ni arawaru
- Migliori registi:
  - Kiyoshi Kurosawa – Cure
  - Itsumichi Isomura – Give It All
- Miglior regista esordiente: Hideaki Anno – Love & Pop
- Migliore sceneggiatura: Ryoichi Kimizuka – Bayside Shakedown: The Movie
- Miglior fotografia: Yuichi Nagata – Give It All
- Migliori nuovi talenti:
  - Rena Tanaka – Give It All
  - Kumiko Aso – Dr. Akagi
  - Asumi Miwa – Love & Pop
- Premi speciali della giuria:
  - Yoichi Maeda (per essersi incentrato sull'intrattenimento piuttosto che su film seriosi).
  - Al team di produzione di Odoru Daisosasen

Migliori dieci film del 1999
1. Cure
2. Give It All
3. Hana-bi - Fiori di fuoco
4. Orokamono: Kizu Darake no Tenshi
5. Begging for Love
6. Inu Hashiru
7. Love & Pop
8. Ring
9. Bayside Shakedown: The Movie
10. The Bird People in China

Menzione speciale: Love Letter
Menzione speciale: Kiriko no Fūkei

### 2000-2009
2000
- Miglior film: 39 keihō dai sanjūkyū jō
- Miglior attore: Ken Takakura – Poppoya
- Miglior attrice: Shinobu Otake – Kuroi ie
- Miglior attore non protagonista: Kazuki Kitamura – Kyohansha, Minazuki, Kanzen-naru shiiku
- Miglior regista: Yoshimitsu Morita – 39 keihō dai sanjūkyū jō
- Miglior regista esordiente:
  - Kentarō Ōtani – Avec mon mari
  - Akihiko Shiota – Moonlight Whispers, Don't Look Back
- Migliore sceneggiatura: Sumio Omori – 39 keihō dai sanjūkyū jō
- Miglior fotografia: Nobuyasu Kita – Kuroi ie
- Migliori nuovi talenti:
  - Yuka Itaya – Avec mon mari
  - Tsugumi – Moonlight Whispers
  - Takami Yoshimoto – Minazuki
  - Chizuru Ikewaki – Osaka Story
- Premio speciale: Sumiko Fuji – The Geisha House (alla carriera)

Migliori dieci film del 2000
1. 39 keihō dai sanjūkyū jō
2. Spellbound
3. Nodo Jiman
4. Moonlight Whispers
5. L'estate di Kikujiro
6. Osaka Story
7. Kuroi Ie
8. Wait and See
9. Avec mon mari
10. Adrenaline Drive

Menzione speciale: Himitsu
2001
- Miglior film: Face

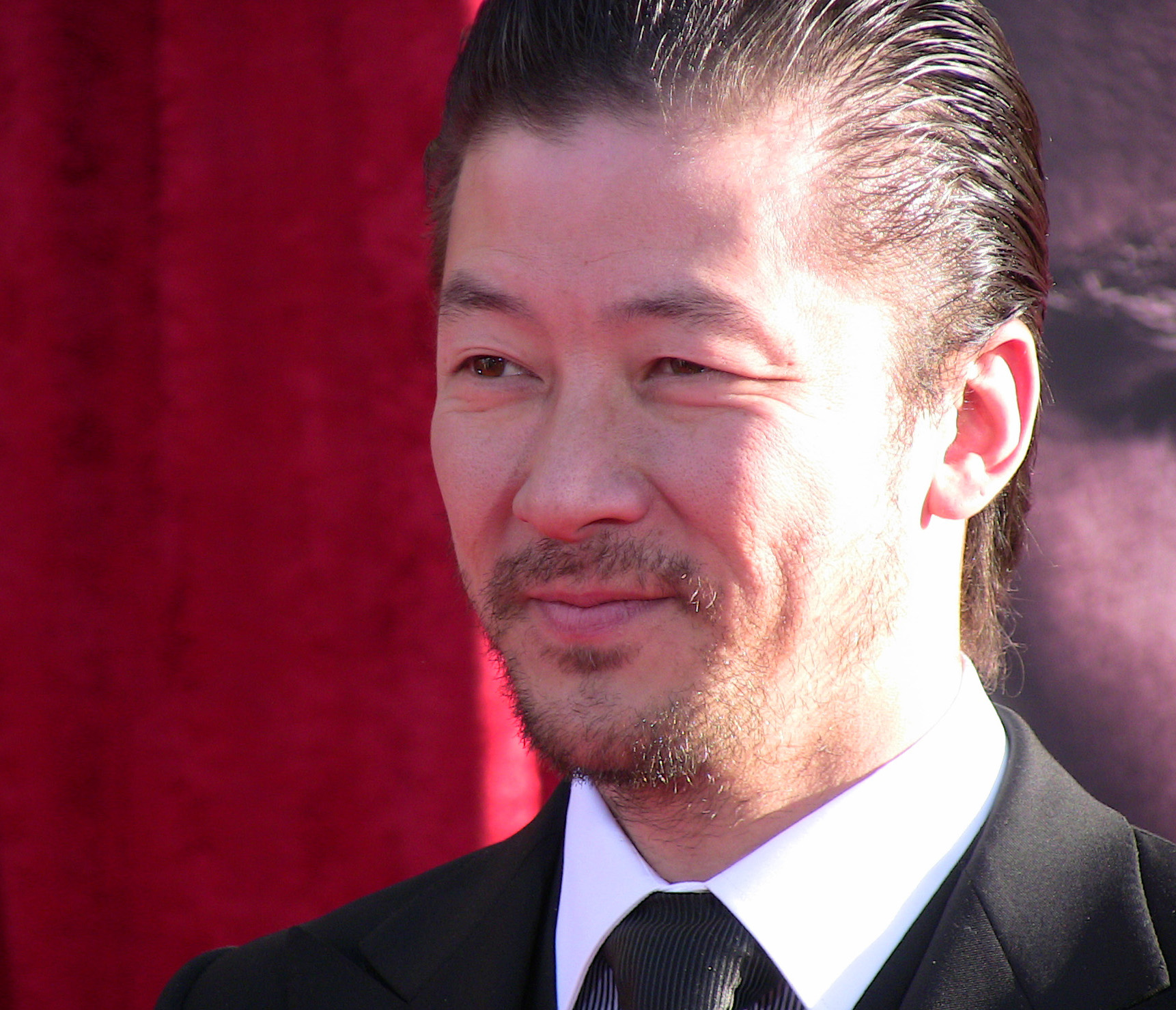
Tadanobu Asano - Miglior attore 2001

- Miglior attore: Tadanobu Asano – Gojoe, Jirai o Fundara Sayōnara
- Miglior attrice: Naomi Fujiyama – Face
- Migliori attori non protagonisti:
  - Teruyuki Kagawa – Dokuritsu Shōnen Gasshōdan, Suri
  - Jun Murakami – Nabbie's Love, Futei no Kisetsu, New Battles Without Honor and Humanity
- Miglior attrice non protagonista: Naomi Nishida – Nabbie's Love
- Miglior regista: Junji Sakamoto – Face
- Miglior regista esordiente: Akira Ogata – Dokuritsu Shōnen Gasshōdan
- Migliore sceneggiatura: Junji Sakamoto e Isamu Uno – Face
- Miglior fotografia: Masami Inomoto – Dokuritsu Shōnen Gasshōdan
- Migliori nuovi talenti:
  - Sora Tōma – Dokuritsu Shōnen Gasshōdan
  - Ryūhei Matsuda – Taboo
  - Kirina Mano – Suri, Bullet Ballet
- Premio speciale della giuria: Yukiko Shii – Face
- Premio speciale: Masaru Konuma – Nagisa (per aver diretto il film e per la sua opera)

Migliori dieci film del 2001
1. Face
2. Nabbie's Love
3. First Love
4. Tabù - Gohatto
5. Dokuritsu Shōnen Gasshōdan
6. The City of Lost Souls
7. Suri
8. Charisma
9. Nagisa
10. A Class to Remember IV

Menzione speciale: After the Rain
2002
- Miglior film: Go

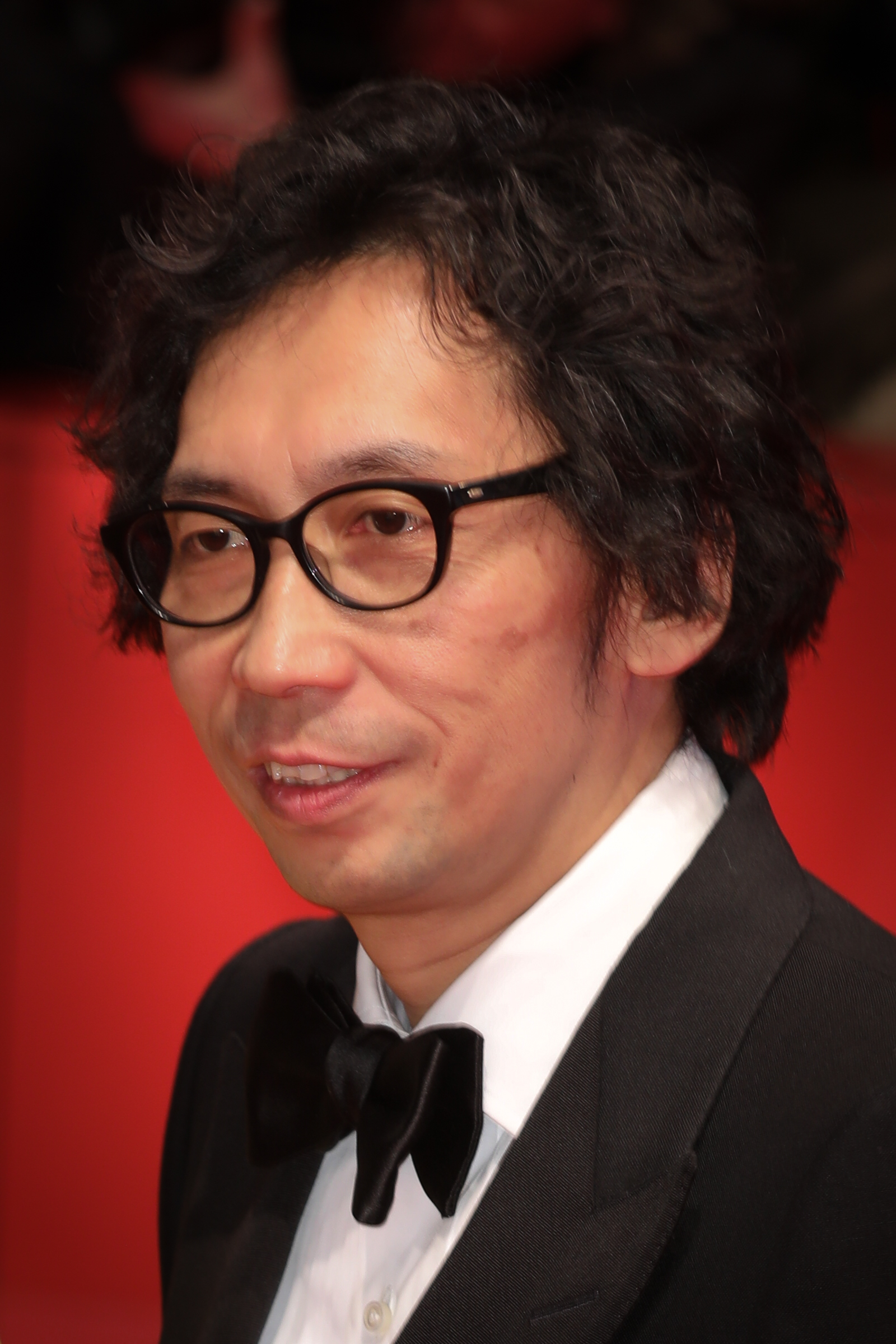
Isao Yukisada - Miglior regista 2002

- Miglior attore: Yōsuke Kubozuka – Go, Oboreru Sakana
- Miglior attore non protagonista: Tsutomu Yamazaki – Go, The Guys from Paradise, Go Heat Man!, Jogakusei no Tomo
- Migliori attrici non protagoniste:
  - Kou Shibasaki – Go, Battle Royale
  - Yūki Amami – Rendan, Inugami
- Miglior regista: Isao Yukisada – Go
- Migliori registi esordienti:
  - Masahiko Nagasawa – Koko ni Iru Koto
  - Shin Togashi – Off-Balance
- Migliore sceneggiatura: Kankurō Kudō – Go
- Miglior fotografia: Naoki Kayano – Onmyoji
- Migliori nuovi talenti:
  - Takato Hosoyamada – Go, All About Lily Chou-Chou
  - Hitomi Manaka – Koko ni Iru Koto
  - Megumi Hatachiya – Off-Balance
- Premio speciale: Shinji Sōmai (alla carriera)

Migliori dieci film del 2002
1. Go
2. Water Boys
3. Battle Royale
4. La città incantata
5. Lily Chou-Chou no subete
6. Kazahana
7. Eureka

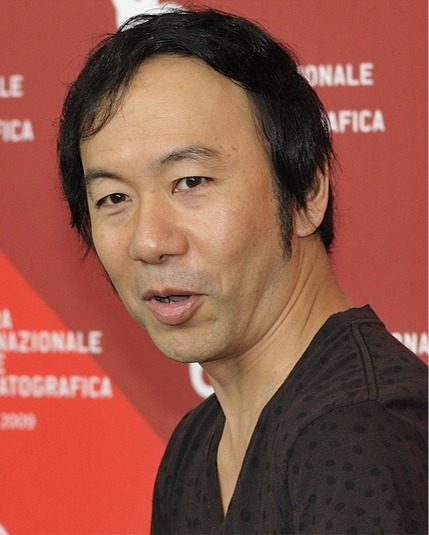
Shin'ya Tsukamoto - Miglior attore non protagonista 2003

8. Crayon Shin-chan - Arashi o yobu - Mōretsu! Otona teikoku no gyakushū
9. Rendan
10. Koko ni Iru Koto

Menzione speciale: Off-Balance
Menzione speciale: Turn
2003
- Miglior film: Hush!
- Migliori attori:
  - Seiichi Tanabe – Hush!
  - Kyōzō Nagatsuka – The Laughing Frog
- Migliore attrice: Asaka Seto – Travail
- Miglior attore non protagonista: Shin'ya Tsukamoto – Travail, Ichi the Killer, Kuroe
- Migliori attrici non protagoniste: Nene Otsuka – The Laughing Frog, Utsutsu
- Migliori registi:
  - Ryosuke Hashiguchi – Hush!
  - Hideyuki Hirayama – The Laughing Frog, Out
- Miglior regista esordiente: Fumihiko Sori – Ping Pong
- Migliore sceneggiatura: Kentarō Ōtani – Travail
- Migliore fotografia: Kozo Shibazaki – Out, The Laughing Frog
- Migliori nuovi talenti:
  - Masahiro Hisano – Gomen
  - Yukika Sakuratani – Gomen
  - Mikako Ichikawa – Travail

Migliori dieci film del 2003
1. Hush!
2. Out
3. Il crepuscolo del samurai
4. KT
5. Travail
6. Sorry
7. The Laughing Frog
8. Ping Pong
9. Harmful Insect
10. Hikari no Ame

Menzione speciale: Ichi the Killer
2004
- Miglior film: Vibrator

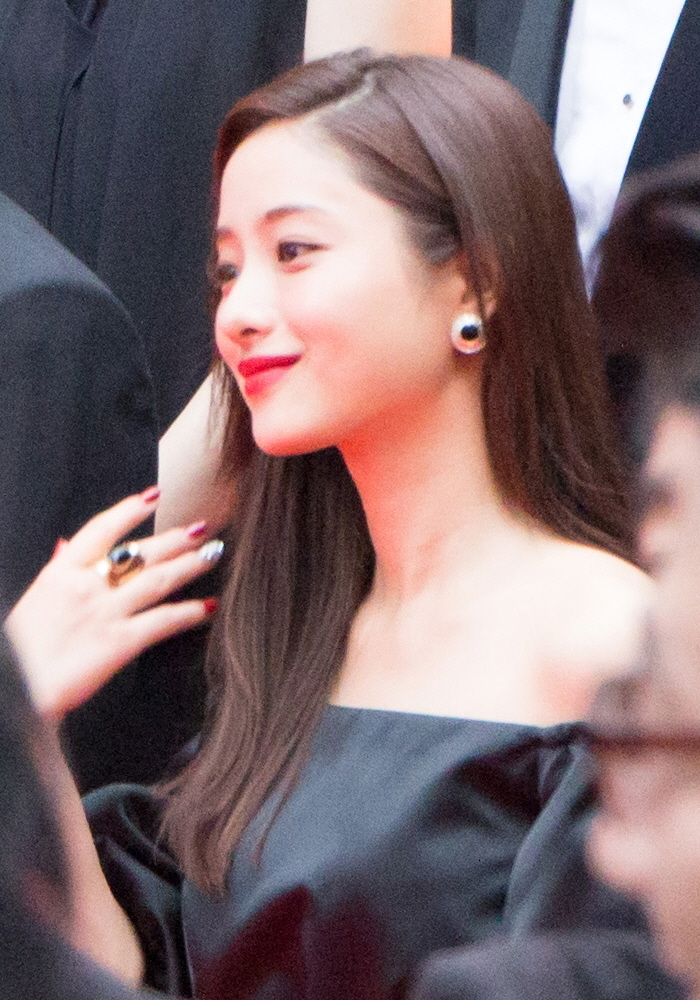
Satomi Ishihara - Miglior nuovo talento 2004

- Miglior attore: Satoshi Tsumabuki – Sayonara, Kuro, Dragon Head
- Miglior attrice: Shinobu Terajima – Vibrator, Akame 48 Waterfalls
- Miglior attore non protagonista: Nao Ōmori – Vibrator, Akame 48 Waterfalls
- Migliore attrice non protagonista: Kimiko Yo – Sayonara, Kuro, Hotel Hibiscus, Gūzen ni mo Saiaku na Shōnen
- Miglior regista: Ryūichi Hiroki – Vibrator
- Miglior regista esordiente: Miwa Nishikawa – Hebi Ichigo
- Migliore sceneggiatura: Haruhiko Arai – Vibrator
- Migliore fotografia: Norimichi Kasamatsu – Sayonara, Kuro, Akame 48 Waterfalls, My House
- Migliore direzione artistica: Takeo Kimura – Jōhatsu Tabinikki
- Migliori nuovi talenti:
  - Masami Nagasawa – Like Asura, Robokon
  - Hiroyuki Miyasako – Hebi Ichigo, 13 Kaidan
  - Satomi Ishihara - Watashi no Guranpa
- Premio sceciale: Hideo Onchi – Warabi no Kou (per il film e per la sua carriera).

Migliori dieci film del 2004
1. Vibrator
2. Doing Time
3. Zatōichi
4. Akame 48 Waterfalls
5. A Snake of June
6. My House
7. Like Asura
8. Sayonara, Kuro
9. Robokon
10. Hebi Ichigo

Menzione speciale: Hotel Hibiscus
2005
- Miglior film: Kamikaze Girls

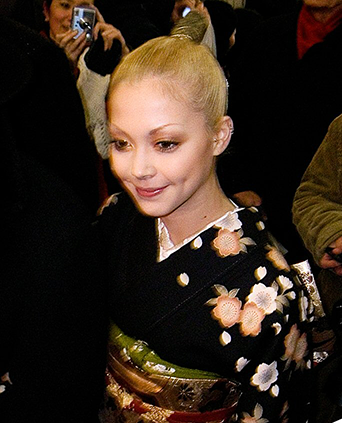
Anna Tsuchiya - Miglior nuovo talento

- Miglior attore: Kōji Yakusho – Yudan Taiteki, Tōkyō Genpatsu, Warai no Daigaku: University of Laughs
- Migliore attrice: Kyōko Fukada – Kamikaze Girls
- Migliore attore non protagonista: Akira Emoto – Yudan Taiteki, Niwatori wa Hadashida
- Migliore attrice non protagonista: Kirin Kiki – Kamikaze Girls, Half a Confession, Hotaru no Hoshi
- Miglior regista: Tetsuya Nakashima – Kamikaze Girls
- Miglior regista esordiente: Izuru Narushima – Yudan Taiteki
- Migliore sceneggiatura: Shinobu Yaguchi – Swing Girls
- Miglior fotografia: Takahide Shibanushi – Swing Girls, Shinkokyū no Hitsuyō, Gege
- Migliori nuovi talenti:
  - Yūya Yagira – Nobody Knows
  - Anna Tsuchiya – Kamikaze Girls, The Taste of Tea
  - Juri Ueno – Swing Girls, Josee, the Tiger and the Fish, Chirusoku no Natsu
- Premio speciale: Kazuo Kuroki – Utsukushii Natsu Kirishima, Chichi to Kuraseba

Migliori dieci film del 2005
1. Kamikaze Girls
2. Blood and Bones
3. Nessuno lo sa
4. Swing Girls
5. Josee, the Tiger and the Fish
6. The Face of Jizo
7. Yudan Taiteki
8. The Golden Cups One More Time
9. Shinkokyū no Hitsuyō
10. Hana and Alice

Menzione speciale: Niwatori wa Hadashida
2006

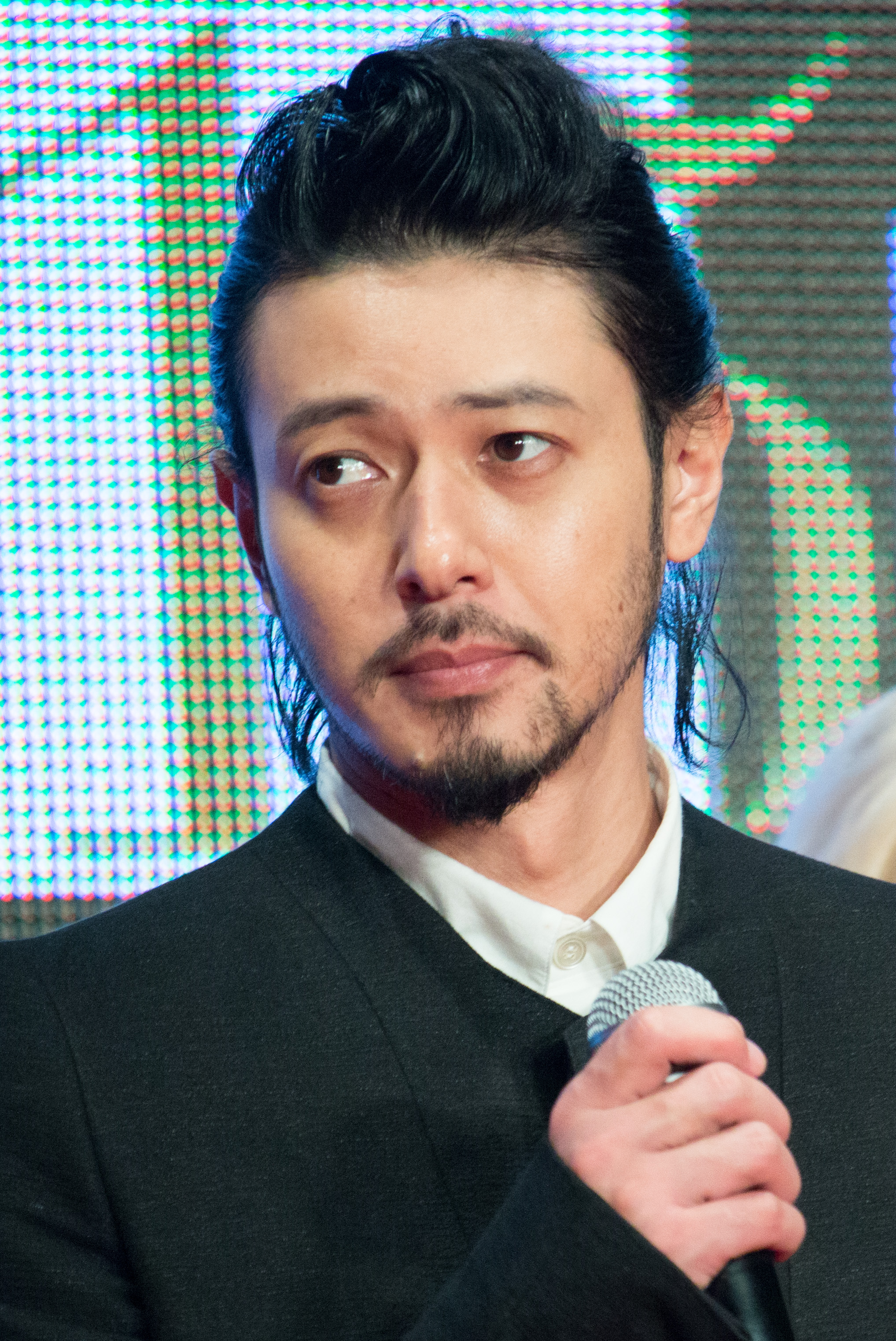
Joe Odagiri - Miglior attore 2006

- Miglior film: Pacchigi! (Break Through!)
- Miglior attore: Joe Odagiri – Mezon do Himiko, Scrap Heaven, Princess Raccoon Shinobi: Heart Under Blade
- Miglior attrice: Yūko Tanaka – Itsuka dokusho suruhi, Hibi
- Miglior attore non protagonista: Ittoku Kishibe – Itsuka dokusho suruhi, Hibi, Bōkoku no Iijisu, Vital
- Miglior attrice non protagonista: Hiroko Yakushimaru – Always Sanchōme no Yūhi, Princess Raccoon, Lakeside Murder Case, Tetsujin 28-go
- Miglior regista: Kazuyuki Izutsu – Pacchigi!
- Miglior regista esordiente: Kenji Uchida – A Stranger of Mine
- Miglior sceneggiatura: Kenji Aoki – Itsuka dokusho suruhi
- Miglior fotografia: Hideo Yamamoto – Pacchigi!, The Great Yokai War, Tetsujin 28-go
- Migliori nuovi talenti:
  - Maki Horikita – Always Sanchōme no Yūhi, Gyakkyo Nine, Hinokio, Shinku
  - Erika Sawajiri – Pacchigi!, Ashurajō no Hitomi, Shinobi: Heart Under Blade
  - Shun Shioya – Pacchigi!
- Miglior tecnico: Takashi Yamazaki – Always Sanchōme no Yūhi (per gli effetti speciali).
- Premio speciale della giuria: Kenji Uchida – A Stranger of Mine

Migliori dieci film del 2006
1. Pacchigi!
2. Itsuka dokusho suruhi
3. Always Sanchōme no Yūhi
4. A Stranger of Mine
5. Linda Linda Linda
6. Nana
7. Hibi
8. Hanging Garden
9. House of Himiko
10. Sayonara Midori-chan

Menzione speciale: Ki no Umi
2007
- Miglior film: Yureru

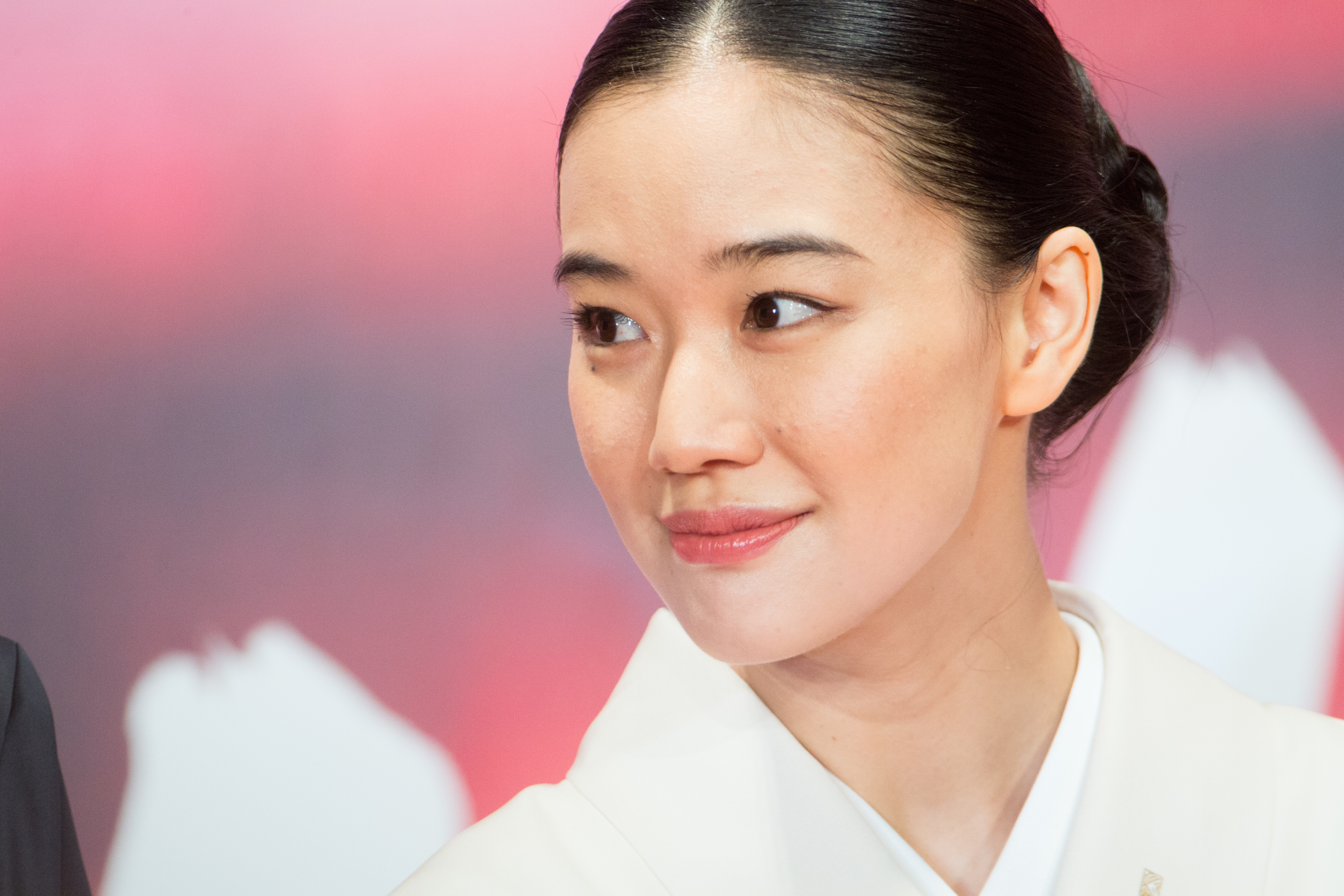
Yū Aoi - Miglior attrice 2007

- Miglior attore: Teruyuki Kagawa – Yureru
- Miglior attrice: Yū Aoi – Hula Girls, Honey and Clover
- Miglior attore non protagonista: Takashi Sasano – Metro ni Notte, Nezu no Ban, Tsuribaka Nisshi 17: Ato wa Noto nare Hama to nare!, Adan
- Miglior attrice non protagonista:
  - Yūko Nakamura – Strawberry Shortcakes
  - Kazue Fukiishi – What the Snow Brings, Tegami, Memories of Tomorrow
- Miglior regista: Miwa Nishikawa – Yureru
- Miglior regista esordiente: Takayuki Nakamura – Yokohama Mary
- Migliore sceneggiatura: Miwa Nishikawa – Yureru
- Miglior fotografia: Isao Ishii – Strawberry Shortcakes
- Migliori nuovi talenti:
  - Kenichi Matsuyama – Death Note, Otoko-tachi no Yamato, Oyayubi Sagashi
  - Yuriko Yoshitaka – Noriko's Dinner Table
- Premio speciale della giuria: Takayuki Nakamura – Yokohama Mary

Migliori dieci film del 2007
1. Yureru
2. Hula Girls
3. Memories of Matsuko
4. Yuki ni negau koto
5. Kamome Shokudo
6. Yokohama Mary
7. Strawberry Shortcakes
8. Yawarakai Seikatsu
9. The Professor's Beloved Equation
10. La ragazza che saltava nel tempo

Menzione speciale: The Blossoming of Kamiya Etsuko
2008
- Miglior film: I Just Didn't Do It

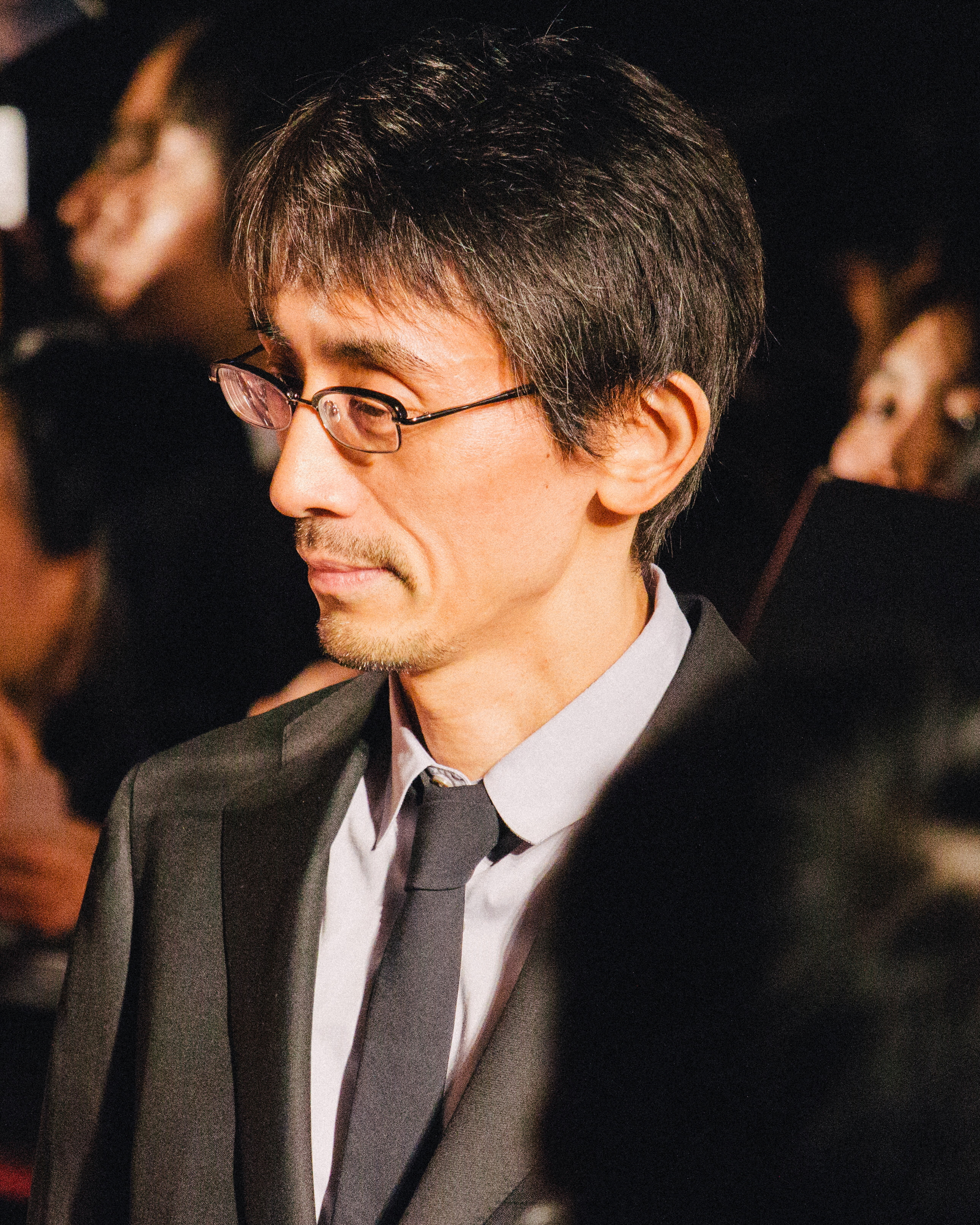
Daihachi Yoshida - Miglior regista esordiente 2008

- Miglior attore: Ryō Kase – I Just Didn't Do It
- Miglior attrice: Eriko Sato – Funuke Show Some Love, You Losers!
- Miglior attore non protagonista: Masatoshi Nagase – Funuke Show Some Love, You Losers!
- Miglior attrice non protagonista: Hiromi Nagasaku – Funuke Show Some Love, You Losers!
- Miglior regista: Masayuki Suo – I Just Didn't Do It
- Miglior regista esordiente: Daihachi Yoshida – Funuke Show Some Love, You Losers!
- Migliore sceneggiatura: Satoko Okudera – Talk Talk Talk, Kaidan
- Miglior fotografia: Masakazu Ato – Funuke Show Some Love, You Losers!
- Migliori nuovi talenti:
  - Kie Kitano – Kōfuku na Shokutaku
  - Yui Aragaki – Koi Suru Madori, Waruboro, Koizora
  - Kaho – A Gentle Breeze in the Village
- Premio speciale: Shiho Fujimura (alla carriera)

Migliori dieci film del 2008
1. I Just Didn't Do It
2. A Gentle Breeze in the Village
3. Talk Talk Talk
4. Funuke domo, kanashimi no ai wo misero
5. Un'estate con Coo
6. Tama Moe
7. Dog in a Sidecar
8. Hito ga Hito o Aisurukoto no Doushiyoumonasa
9. Happily Ever After
10. Yunagi City, Sakura Country

Menzione speciale: Sukiyaki Western Django
Menzione speciale: Welcome to the Quiet Room
2009
- Miglior film: Departures
- Miglior attore: Kaoru Kobayashi – Kyūka e Kanki no Uta
- Miglior attrice: Eiko Koike – The Kiss
- Miglior attore non protagonista: Hidetoshi Nishijima – Kyūka, Tōnan Kadobeya Nikai no Onna, Oka o Koete
- Migliori attrici non protagoniste:
  - Ryōko Hirosue – Departures
  - Kimiko Yo – Departures, Maboroshi no Yamataikoku, Oka o Koete
- Miglior regista: Yōjirō Takita – Departures
- Miglior regista esordiente: Yoshitaka Mori – Hyaku Hachi
- Migliore sceneggiatura: Kunitoshi Manda e Tamami Manda – The Kiss
- Miglior fotografia: Akiko Ashizawa – Tokyo Sonata, Kimi no Tomodachi, Shiawase no Kaori
- Migliori nuovi talenti:
  - Riisa Naka – Cafe Isobe
  - Anna Ishibashi – Kimi no Tomodachi
  - Sarara Tsukifune – Sekai de Ichiban Utsukushii Yoru
- Premio speciale della giuria: Yoshitaka Mori – Hatsuratsu to Shite Suteki na Yokohama Eiga no Tanjō ni

Migliori dieci film 2009
1. Departures
2. Gururi no koto
3. Aruitemo aruitemo
4. Children of the Dark
5. United Red Army
6. The Kiss
7. Tokyo Sonata
8. Climber's High
9. Kimi no Tomodachi
10. Kyūka

Menzione speciale: One Million Yen Girl

### 2010-2018
2010
- Miglior film: Dea dokuta
- Miglior regista: Akira Ogata - Nonchan Noriben
- Migliori registi esordienti:
  - Sumio Ōmori - Kaze ga Tsuyoku Fuiteiru
  - Takuji Suzuki - Watashi wa Neko Sutōkā
- Migliore sceneggiatura: Miwa Nishikawa - Dea dokuta
- Migliore fotografia: Katsumi Yanagijima - Dea dokuta
- MIglior attore: Masato Sakai (attore) - Kuhio taisa e Nankyoku Ryōrinin
- Migliore attrice: Manami Konishi - Nonchan Noriben
- Migliori attori non protagonisti:
  - Yoshinori Okada - Nonchan Noriben, Jūryoku Piero e Oto na ri
  - Yutaka Matsushige - Dea dokuta
- Migliore attrice non protagonista: Sakura Ando - Love Exposure, Kuhio taisa e Tsumitoka batsutoka
- Migliori esordienti:
  - Hikari Mitsushima - Love Exposure, Kuhio taisa e Pride
  - Masaki Okada - Jūryoku Piero, Honokaa Boy, Halfway e I Give My First Love to You
  - Machida Marie - Miyoko Asagaya Kibun
- Premio speciale degli scrutinatori: Kaze ga Tsuyoku Fuiteiru (allo staff e al cast)
- Premio speciale della giuria: Kaoru Yachigusa

Migliori dieci film del 2010
1. Dea dokuta
2. Villon's Wife
3. Love Exposure
4. Nonchan Noriben
5. Kūki ningyō
6. Kaze ga Tsuyoku Fuiteiru
7. Shizumanu Taiyō
8. Summer Wars
9. Mt. Tsurugidake
10. Ōsaka Hamlet

Menzione speciale: Jūryoku Piero
2011
- Miglior film: 13 assassini

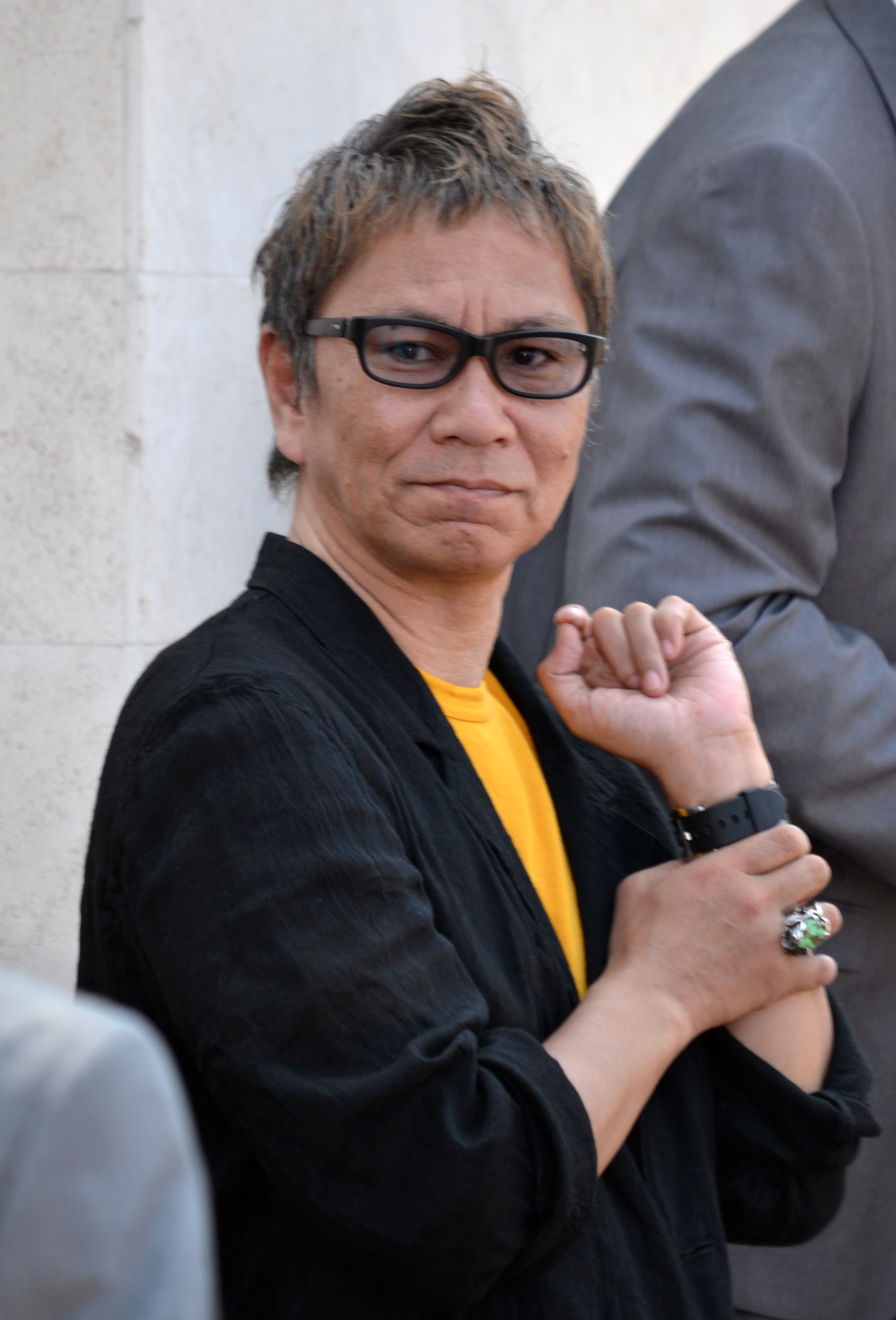
Takashi Miike - Miglior regista 2011

- Miglior regista: Takashi Miike - 13 Assassini e Zebraman 2: Attack on Zebra City
- Miglior regista esordiente:
  - Yuya Ishii - Sawako Decides e Kimi to Arukō
  - Masaaki Taniguchi - Time Traveller: The Girl Who Leapt Through Time
- Migliore sceneggiatura: Daisuke Tengan - 13 assassini
- Migliore fotografia: Jun Fukumoto - Kondo wa Aisaika e Parade
- Migliore attore: Etsushi Toyokawa - Kondo wa Aisaika e Sword of Desperation
- Migliore attrice: Hikari Mitsushima - Sawako Decides eKakera: A Piece of Our Life
- Migliore attore non protagonista: Renji Ishibashi - Kondo wa Aisaika, Parade, Strangers in the City, Outrage e Fallen Angel
- Migliore attrice non protagonista: Yui Natsukawa - Kokō no mesu
- Migliori esordienti:
  - Osamu Mukai - BECK and Hanamizuki
  - Hiroko Sato - A Night in Nude: Salvation
- Gran Premio speciale: Hiroki Matsukata

Migliori dieci film del 2011
1. 13 assassini
2. Confessions (film 2010)
3. Akunin
4. Sawako Decides
5. Kondo wa Aisaika
6. Sword of Desperation
7. Kokō no Mesu
8. A Night in Nude: Salvation
9. Permanent Nobara
10. Time Traveller: The Girl Who Leapt Through Time

Menzione speciale: Haru's Journey
2012
- Miglior film: Someday

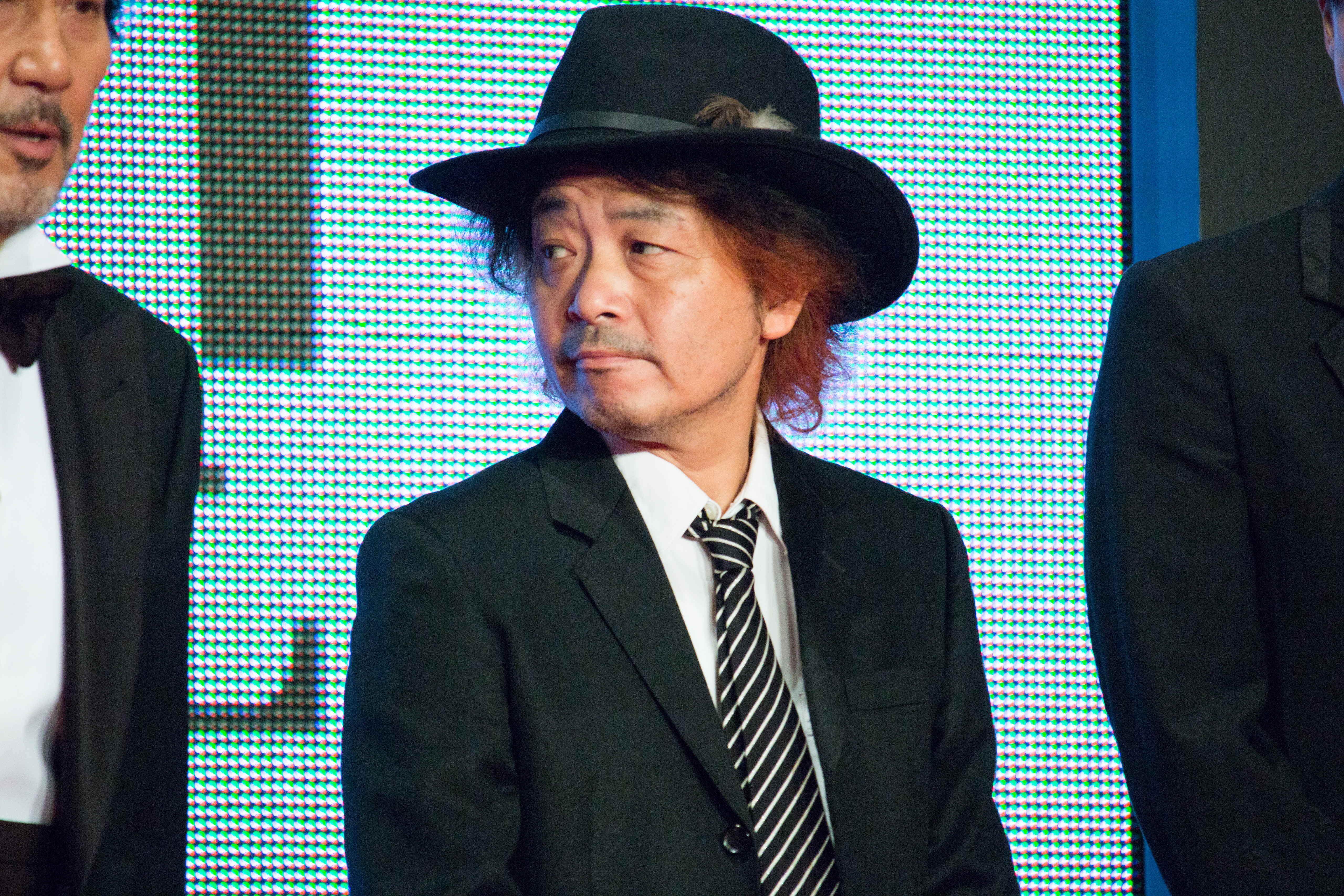
Sion Sono - Miglior regista 2012

- Miglior regista: Sion Sono - Cold Fish e Guilty of Romance
- Migliori registi esordienti:
  - Mami Sunada - Ending Note
  - Kōji Maeda - Konzen Tokkyū
- Migliore sceneggiatura: Aya Watanabe (rifiutato) - Sono Machi no Kodomo Gekijōban
- Miglior fotografia: Junichi Fujisawa - Rebirth
- Miglior attore: Eita Nagayama - Tada's Do-It-All House
- Miglior attrice: Yuriko Yoshitaka - Konzen Tokkyū
- Miglior attore non protagonista: Denden - Cold Fish
- Migliori attrici non protagoniste:
  - Megumi Kagurazaka - Cold Fish e Guilty of Romance
  - Asuka Kurosawa - Cold Fish
- Migliori esordienti:
  - Tori Matsuzaka - We Can't Change the World. But, We Wanna Build a School in Cambodia e Antoki no Inochi
  - Kiki Sugino - Kantai
  - Kenta Hamano - Konzen Tokkyū
- Miglior attore "Yokohama Film Festival": Yoshio Harada

Migliori dieci film del 2012
1. Someday
2. Cold Fish
3. Rebirth
4. Guilty of Romance
5. Postcard
6. Antoki no Inochi
7. Moteki
8. Konzen Tokkyū
9. Ending Note
10. Tada's Do-It-All House

10. (Pari merito): Sono Machi no Kodomo Gekijōban
2013
- Miglior film: The Kirishima Thing

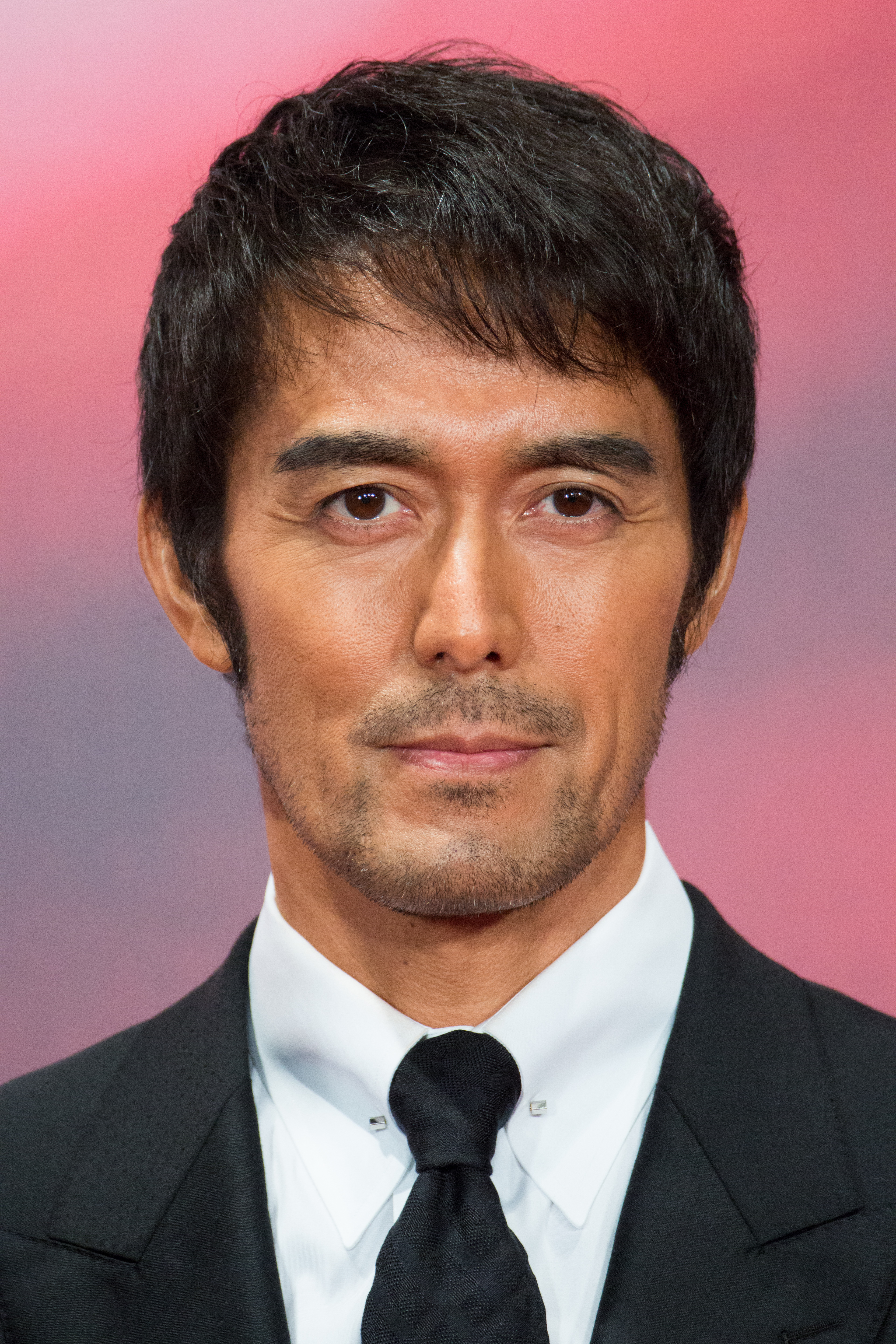
Hiroshi Abe - Miglior attore 2013

- Miglior regista: Daihachi Yoshida - The Kirishima Thing
- Yoshimitsu Morita Memorial al Miglior regista esordiente:
  - Masaaki Akahori - Sono Yoru no Samurai
  - Yang Yong-hi - Our Homeland
- Migliore sceneggiatura: Kenji Uchida - Kagi Dorobō no Method
- Miglior fotografia: Ryūto Kondō - The Kirishima Thing
- Miglior attore: Hiroshi Abe - Thermae Romae
- Miglior attrice: Takako Matsu - Yume Uru Futari
- Migliore attore non protagonista: Takayuki Yamada - Sono Yoru no Samurai, The Floating Castle e Lesson of the Evil
- Migliore attrice non protagonista: Sakura Ando - Ai to Makoto e Sono Yoru no Samurai
- Migliori esordienti:
  - Masataka Kubota - Fugainai Boku wa Sora o Mita e Hasami hasami
  - Ai Hashimoto - The Kirishima Thing, Another, Tsunagu, Home Itoshi no Zashikiwarashi
  - Azusa Mine - Signal: Getsuyōbi no Ruka
- Premio speciale degli scrutatori: Wolf Children, al regista Mamoru Hosoda e al team di produzione
- Gran Premio speciale: Nobuhiko Obayashi

Migliori dieci film del 2013
1. The Kirishima Thing
2. Kagi Dorobō no Method
3. Kono Sora no Hana: Nagaoka Hanabi Monogatari
4. A Terminal Trust
5. Wolf Children - Ame e Yuki i bambini lupo
6. Himizu
7. Our Homeland
8. Yume Uru Futari
9. Oretachi Kyūkou A Ressha de Ikou
10. Fugainai Boku wa Sora o Mita

10. (Pari merito) Chronicle of My Mother
Menzione speciale: Ai to Makoto
2014
- Miglior film: The Devil's Path

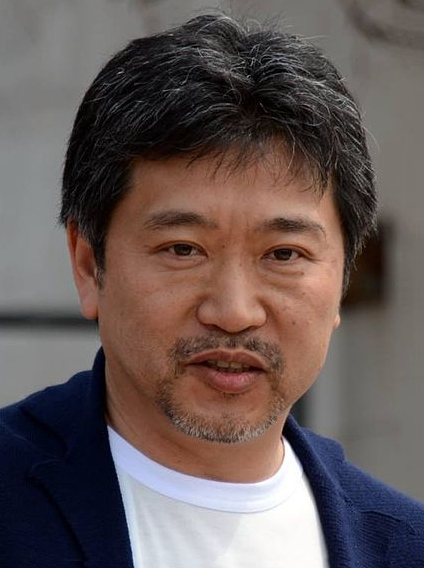
Hirokazu Kore'eda - Miglior regista 2014

- Miglior regista: Azuma Morisaki - Pecoross no Haha ni Ai ni Iku
- Yoshimitsu Morita Memorial al Miglior regista esordiente:
  - Kazuya Shiraishi - The Devil's Path
  - Ryōta Nakano - Capturing Dad
- Migliore sceneggiatura: Hirokazu Kore'eda - Father and Son
- Migliore fotografia: Takeshi Hamada - Pecoross no Haha ni Ai ni Iku
- Migliore musica: Gorō Yasukawa - The Devil's Path, Hello, My Dolly Girlfriend, Amai Muchi, Human Trust, etc...
- Miglior attore: Masaharu Fukuyama - Father and Son e Midsummer's Equation
- Miglior attrice: Yōko Maki - The Ravine of Goodbye
- Miglior attore non protagonista: Lily Franky - The Devil's Path e Father and Son
- Migliori attrici non protagoniste:
  - Fumi Nikaidō - Why Don't You Play in Hell?, Shijūkunichi no Recipe e Nouotoko
  - Makiko Watanabe - Capturing Dad e Daijōbu 3-kumi, etc...
- Migliori esordienti:
  - Ayaka Miyoshi - Tabidachi no Shimauta: Jūgo no Haru e Good Morning Everyone!
  - Gen Hoshino - Why Don't You Play in Hell? e Hakoiri Musuko no Koi
  - Haru Kuroki - The Great Passage, Sougen no Isu, Shanidar no Hana, etc...

Migliori dieci film del 2014
1. The Devil's Path
2. The Great Passage
3. Pecoross no Haha ni Ai ni Iku
4. Father and Son
5. Yokomichi Yonosuke
6. The Ravine of Goodbye
7. Why Don't You Play In Hell?
8. Yurusarezaru mono
9. The Backwater
10. Capturing Dad

Menzione speciale: Koi no Uzu
2015

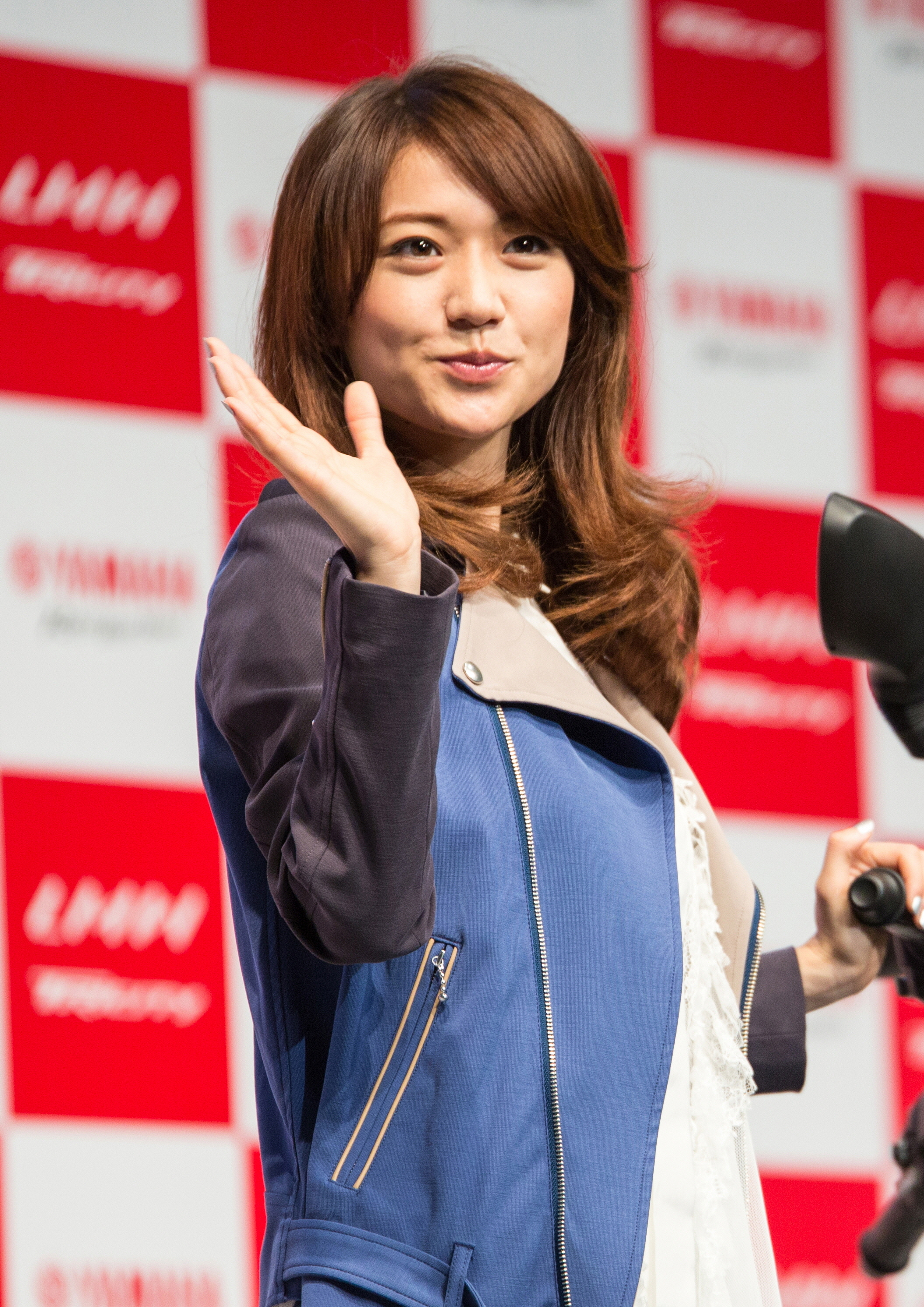
Yuko Oshima - Miglior attrice non protagonista 2015

- Miglior film: The Light Shines Only There
- Migliori registi:
  - Mipo O - The Light Shines Only There
  - Momoko Andō - 0.5mm
- Yoshimitsu Morita Memorial al Miglior regista esordiente: Nao Kubota - Homeland
- Migliore sceneggiatura: Ryō Takada - The Light Shines Only There e Silver Spoon
- Miglior fotografia: Ryūto Kondō - The Light Shines Only There e My Man
- Miglior attore: Gō Ayano - The Light Shines Only There
- Migliore attrice: Rie Miyazawa - Pale Moon
- Miglior attore non protagonista: Sosuke Ikematsu - Pale Moon e Bokutachi no Kazoku
- Migliori attrici non protagoniste:
  - Satomi Kobayashi - Pale Moon
  - Yuko Oshima - Pale Moon
- Migliori esordienti:
  - Mugi Kadowaki - Love's Whirlpool, Yamikin Ushijima-kun Part2, Shanti Days 365-nichi, Shiawasena Kokyū
  - Nana Seino - Tokyo Tribes e Shōjo wa Isekai de Tatakatta
  - Emma Sakura - Bon to Lin chan
  - Mahiro Takasugi - Bon to Lin chan
- Gran Premio speciale: Masahiko Tsugawa

Migliori dieci film del 2015
1. The Light Shines Only There
2. Pale Moon
3. 0.5mm
4. Wood Job!
5. Watashi no otoko
6. Bokutachi no Kazoku
7. Love's Whirlpool
8. Homeland
9. Nononanananoka
10. Hotori no Sakuko

Menzione speciale: Lady Maiko
2016
- Miglior film: Little Sister
- Migliori registi:
  - Hirokazu Kore'eda - Little Sister

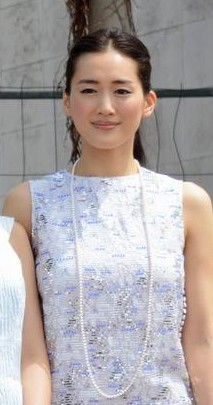
Haruka Ayase - Migliore attrice 2016

  - Ryōsuke Hashiguchi - Koibitotachi
- Yoshimitsu Morita Memorial al Miglior regista esordiente: Daishi Matsunaga - Toilet no Pieta
- Migliore sceneggiatura: Shin Adachi - 100 Yen Love e Obon no Otōto
- Miglior fotografia: Mikiya Takemoto - Little Sister
- Migliori attori:
  - Masatoshi Nagase - Sweet Bean
  - Kiyohiko Shibukawa - Obon no Otōto e Areno
- Migliore attrice: Haruka Ayase - Little Sister
- Migliore attore non protagonista: Ken Mitsuishi - Obon no Otōto e Koibitotachi
- Migliori attrici non protagoniste: Aoba Kawai - Obon no Otōto e Sayonara Kabukichō
- Migliori esordienti:
  - Suzu Hirose - Little Sister
  - Hana Sugisaki - Toilet no Pieta e The Pearls of the Stone Man
  - Ryōko Fujino - Solomon's Perjury
- Premio speciale degli scrutatori: Bakuman (allo staff e al cast)
- Gran Premio speciale: Kirin Kiki

Migliori dieci film del 2016
1. Little Sister
2. Koibitotachi
3. 100 Yen Love
4. Bakuman.
5. Nobi
6. Le ricette della signora Toku
7. Journey to the Shore
8. Toilet no Pieta
9. Obon no Otōto
10. Tokyo Love Hotel

Menzione speciale: Flying Colors
2017

Hideaki Anno - Gran Premio speciale 2017

- Miglior film: In questo angolo di mondo
- Miglior regista: Ryōta Nakano - Her Love Boils Bathwater
- Yoshimitsu Morita Memorial al Miglior regista esordiente:
  - Tetsuya Mariko - Destruction Babies
  - Yasukazu Sugiyama - Something Like It
- Migliore sceneggiatura: Ryōta Nakano - Her Love Boils Bathwater
- Miglior fotografia: Yasuyuki Sasaki - Destruction Babies
- Migliori attori:
  - Tomokazu Miura - Katsuragi Case
  - Yūya Yagira - Destruction Babies
- Migliori attrici: Mariko Tsutsui - Harmonium
- Miglior attore non protagonista: Masaki Suda - Destruction Babies
- Miglior attrice non protagonista: Hana Sugisaki - Her Love Boils Bathwater
- Migliori esordienti:
  - Taiga - Harmonium
  - Nana Komatsu - Destruction Babies
  - Nijirō Murakami - Destruction Babies
- Premio speciale degli scrutatori: Rena Nōnen - In questo angolo di mondo
- Gran Premio speciale: Hideaki Anno - Shin Godzilla

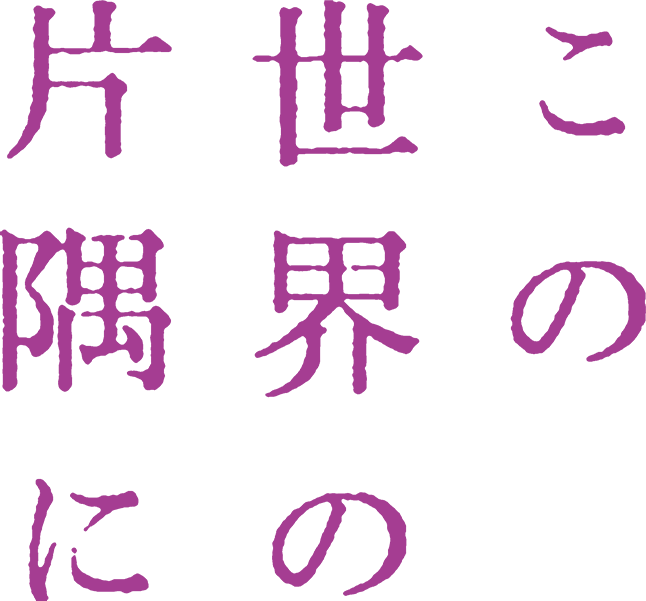
In questo angolo di mondo - Miglior film 2017

Migliori dieci film del 2017
1. In questo angolo di mondo
2. Her Love Boils Bathwater
3. Destruction Babies
4. Shin Godzilla
5. The Long Excuse
6. Harmonium
7. Rage
8. Satoshi: A Move for Tomorrow
9. Katsuragi Case
10. Your Name.

Menzione speciale: A Bride for Rip Van Winkle
2018

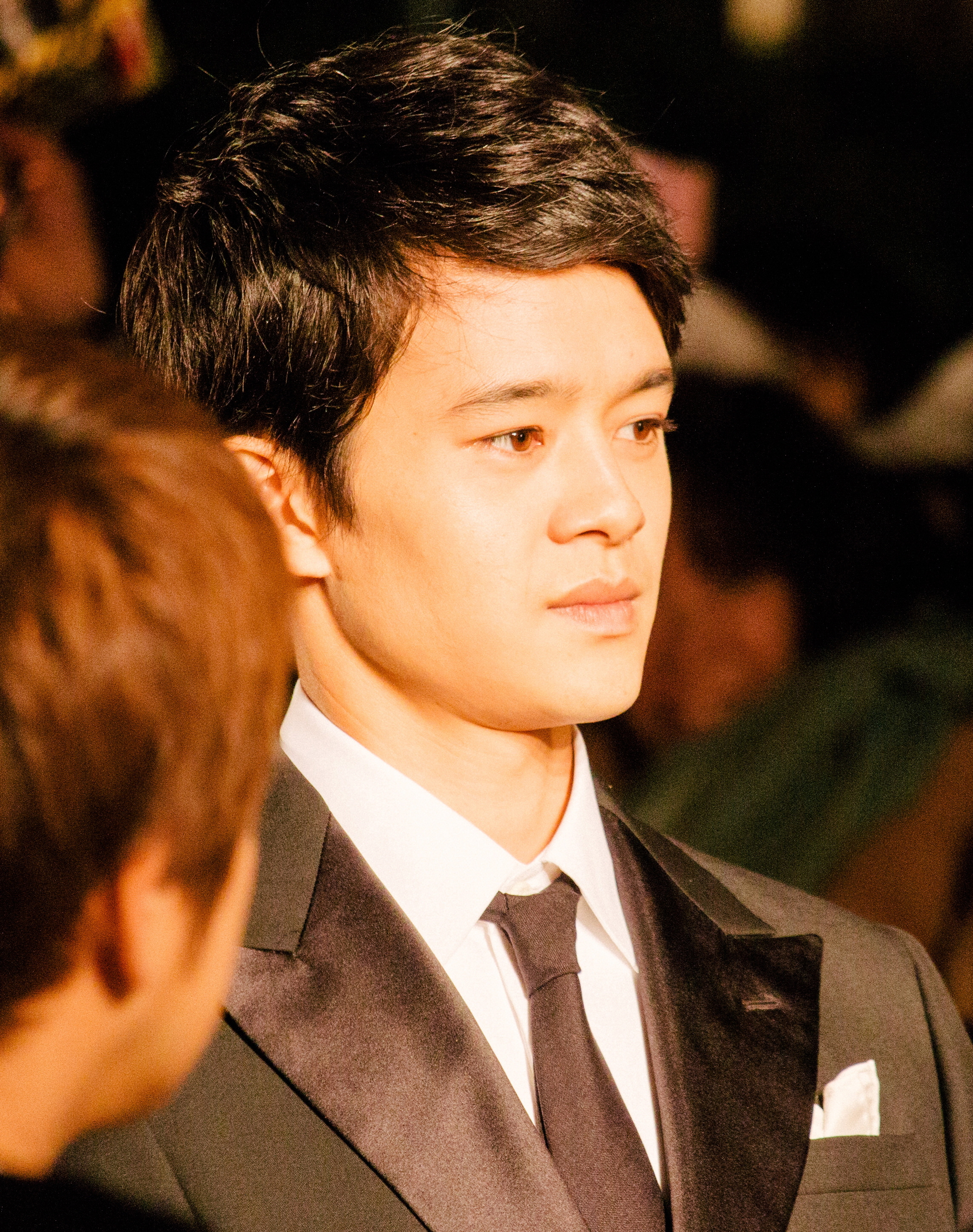
Sōsuke Ikematsu - Miglior attore 2018

- Miglior film: The Tokyo Night Sky Is Always The Densest Shade of Blue
- Miglior attore: Sōsuke Ikematsu - The Tokyo Night Sky Is Always The Densest Shade of Blue
- Migliore attrice: Yu Aoi - The Tokyo Night Sky Is Always The Densest Shade of Blue
- Miglior regista: Kazuya Shiraishi - Birds Without Names e Dawn of the Felines
- Yoshimitsu Morita Memorial ai Migliori registi esordienti: 
  - Kei Ishikawa - Gukôroku (Traces of Sin)
  - Morigaki Yukihiro - Goodbye, Grandpa!
- Migliori attori non protagonisti: 
  - Sansei Shiomi - Outrage Coda
  - Tōri Matsuyoka - Birds Without Names
- Migliori attrici non protagoniste: 
  - Asami Usuda - Gukôroku (Traces of Sin)
  - Wakana Matsumoto - Gukôroku (Traces of Sin)
- Miglior sceneggiatura: Yuya Ishii - The Tokyo Night Sky Is Always The Densest Shade of Blue
- Miglior fotografia: Yoichi Kamakari - The Tokyo Night Sky Is Always The Densest Shade of Blue
- Migliori esordienti: 
  - Shizuka Ishibashi - The Tokyo Night Sky Is Always The Densest Shade of Blue
  - Yukino Kishii - Goodbye, Grandpa!
- Gran Premio speciale: Toshiyuki Nishida ("Per il capitolo finale di "Outrage", per la sua interpretazione sorprendente e rispettosa)
- Premio speciale della giuria: Romance Porno Reboot Project

Migliori dieci film del 2018
1. The Tokyo Night Sky Is Always The Densest Shade of Blue
2. Dear Etranger
3. Birds Without Names
4. Goodbye, Grandpa!
5. Kanojo no jinsei wa machigai ja na (Her life is not a mistake)
6. Close-knit
7. Gukôroku (Traces of Sin)
8. Sandome no satsujin
9. A boy who wished to be Okuda Tamio, a girl who drove all men crazy
10. Outrage Coda

Menzione speciale: Sanpo suru shinryakusha